# Sauveterre-de-Béarn
Pour les articles homonymes, voir Sauveterre et Béarn (homonymie).
Sauveterre-de-Béarn (en béarnais Sauvatèrra ou Saubatèrre) est une commune française située dans le département des Pyrénées-Atlantiques, en région Nouvelle-Aquitaine. Ses habitants sont appelés les Sauveterriens.
À la frontière du Béarn, cette petite cité médiévale construite sur escarpement rocheux bénéficie de sa situation au carrefour de la Soule et de la Basse Navarre. Sauveterre possède d'importants vestiges médiévaux : église Saint-André, tour Monréal, pont de la Légende et restes de fortifications. Au pied de la cité s'écoule le gave d'Oloron.
La ville est une étape de l'une des principales voies de pèlerinage de Saint-Jacques-de-Compostelle, la Via Lemovicensis (ou voie limousine).

## Géographie

### Localisation
La commune de Sauveterre-de-Béarn se trouve dans le département des Pyrénées-Atlantiques, en région Nouvelle-Aquitaine.
Elle se situe à 74 km par la route de Pau, préfecture du département, à 40 km d'Oloron-Sainte-Marie, sous-préfecture, et à 26 km d'Orthez, bureau centralisateur du canton d'Orthez et Terres des Gaves et du Sel dont dépend la commune depuis 2015 pour les élections départementales.
La commune est par ailleurs ville-centre du bassin de vie de Sauveterre-de-Béarn.
Les communes les plus proches sont : 
Guinarthe-Parenties (2,0 km), Saint-Gladie-Arrive-Munein (2,2 km), Osserain-Rivareyte (2,7 km), Autevielle-Saint-Martin-Bideren (2,8 km), Burgaronne (2,8 km), Athos-Aspis (3,2 km), Andrein (3,3 km), Barraute-Camu (3,8 km).
Sur le plan historique et culturel, Sauveterre-de-Béarn fait partie de la province du Béarn, qui fut également un État et qui présente une unité historique et culturelle à laquelle s’oppose une diversité frappante de paysages au relief tourmenté.

### Communes limitrophes
Les communes limitrophes sont Andrein, Athos-Aspis, Autevielle-Saint-Martin-Bideren, Barraute-Camu, Burgaronne, Guinarthe-Parenties, Oraàs, Saint-Gladie-Arrive-Munein et Salies-de-Béarn.
| Oraàs                                                | Salies-de-Béarn            | Burgaronne    |
| Athos-Aspis                                          | Sauveterre-de-Béarn        | Andrein       |
| Autevielle-Saint-Martin-Bideren, Guinarthe-Parenties | Saint-Gladie-Arrive-Munein | Barraute-Camu |

### Hydrographie
La commune est drainée par le gave d'Oloron, l’Arrec Héuré, l'Arrioutèque, l’Arrec Baraillou, l’Arriou de Berdigué, un bras du gave d'Oloron, le ruisseau de Mailhos, le ruisseau de Rance, et par divers petits cours d'eau, constituant un réseau hydrographique de 19 km de longueur totale,.
Le gave d'Oloron, d'une longueur totale de 148,8 km, prend sa source dans la commune de Laruns et s'écoule vers le nord-ouest. Il traverse la commune et se jette dans le gave de Pau à Sorde-l'Abbaye, après avoir traversé 64 communes.

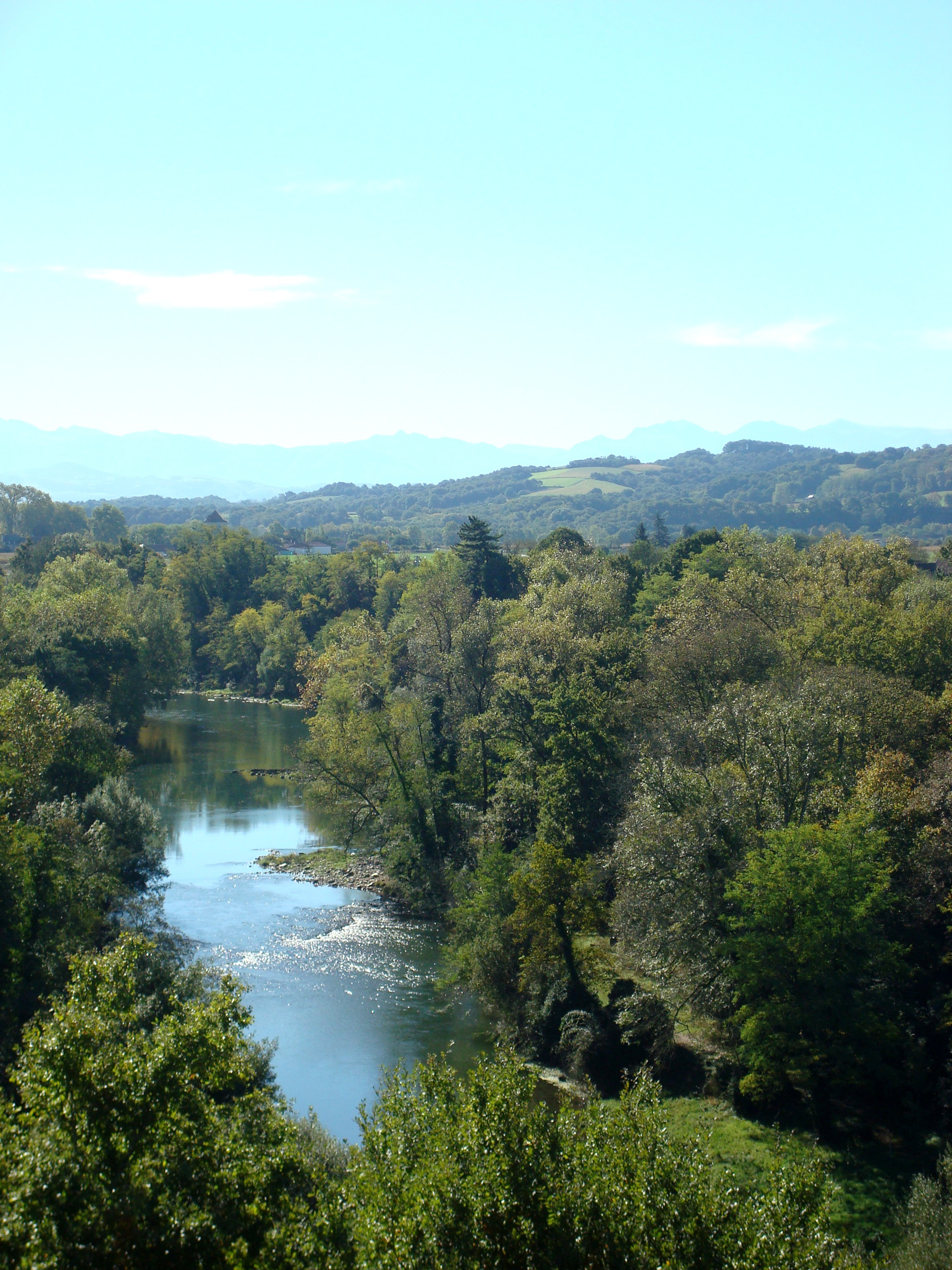
Vue sur le gave d'Oloron.
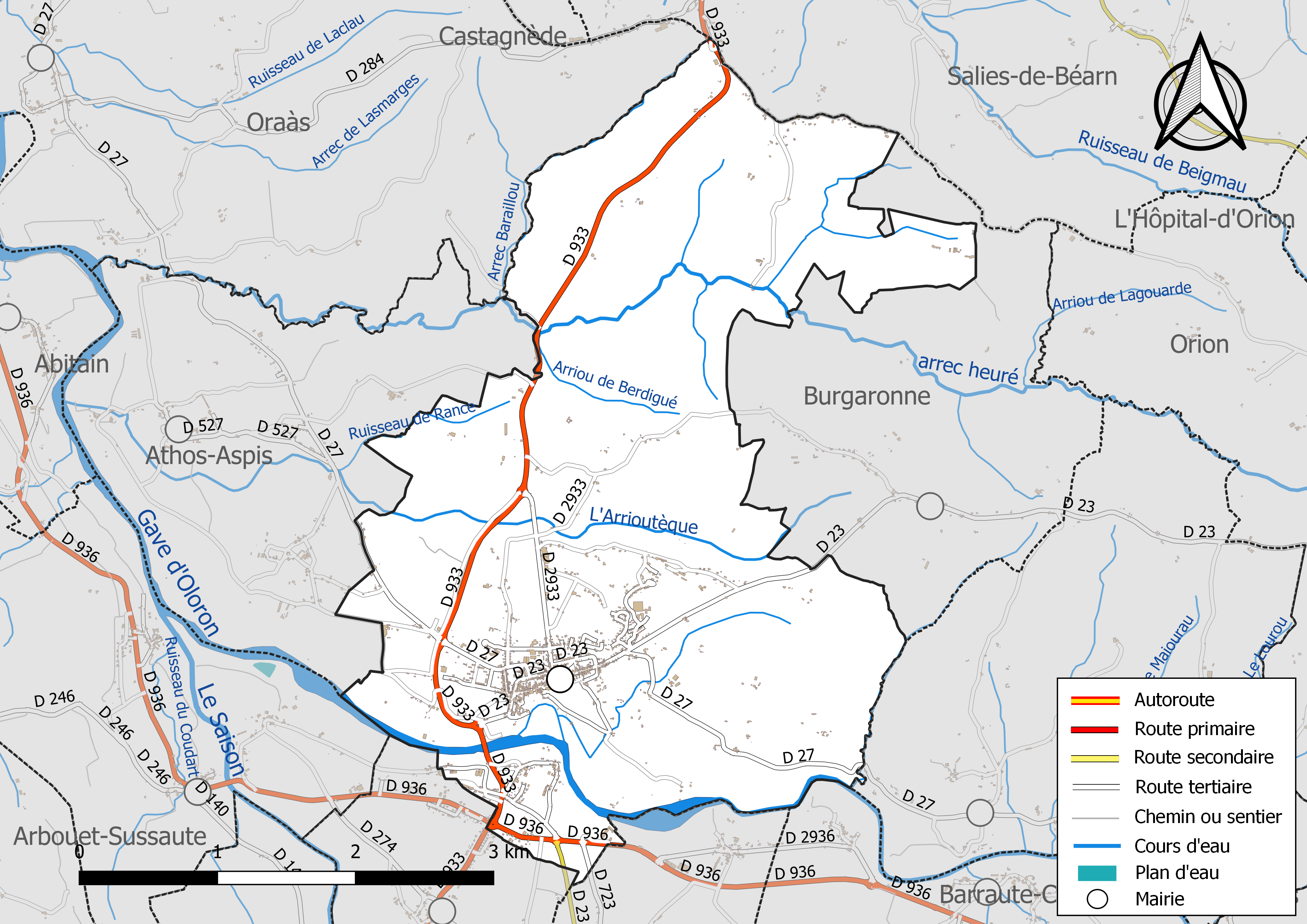
Réseaux hydrographique et routier de Sauveterre-de-Béarn

### Climat
Pour des articles plus généraux, voir Climat de la Nouvelle-Aquitaine et Climat des Pyrénées-Atlantiques.
Historiquement, la commune est exposée à un micro climat océanique basque.
En 2020, Météo-France publie une typologie des climats de la France métropolitaine dans laquelle la commune est exposée à un climat de montagne et est dans la région climatique Pyrénées atlantiques, caractérisée par une pluviométrie élevée (>1 200 mm/an) en toutes saisons, des hivers très doux (7,5 °C en plaine) et des vents faibles.
Pour la période 1971-2000, la température annuelle moyenne est de 13,7 °C, avec une amplitude thermique annuelle de 13,9 °C. Le cumul annuel moyen de précipitations est de 1 266 mm, avec 12,4 jours de précipitations en janvier et 8,1 jours en juillet. Pour la période 1991-2020, la température moyenne annuelle observée sur la station météorologique la plus proche, située sur la commune de Saint-Gladie-Arrive-Munein à 2,18 km à vol d'oiseau, est de 14,3 °C et le cumul annuel moyen de précipitations est de 1 323,1 mm,. Pour l'avenir, les paramètres climatiques de la commune estimés pour 2050 selon différents scénarios d’émission de gaz à effet de serre sont consultables sur un site dédié publié par Météo-France en novembre 2022.

### Milieux naturels et biodiversité

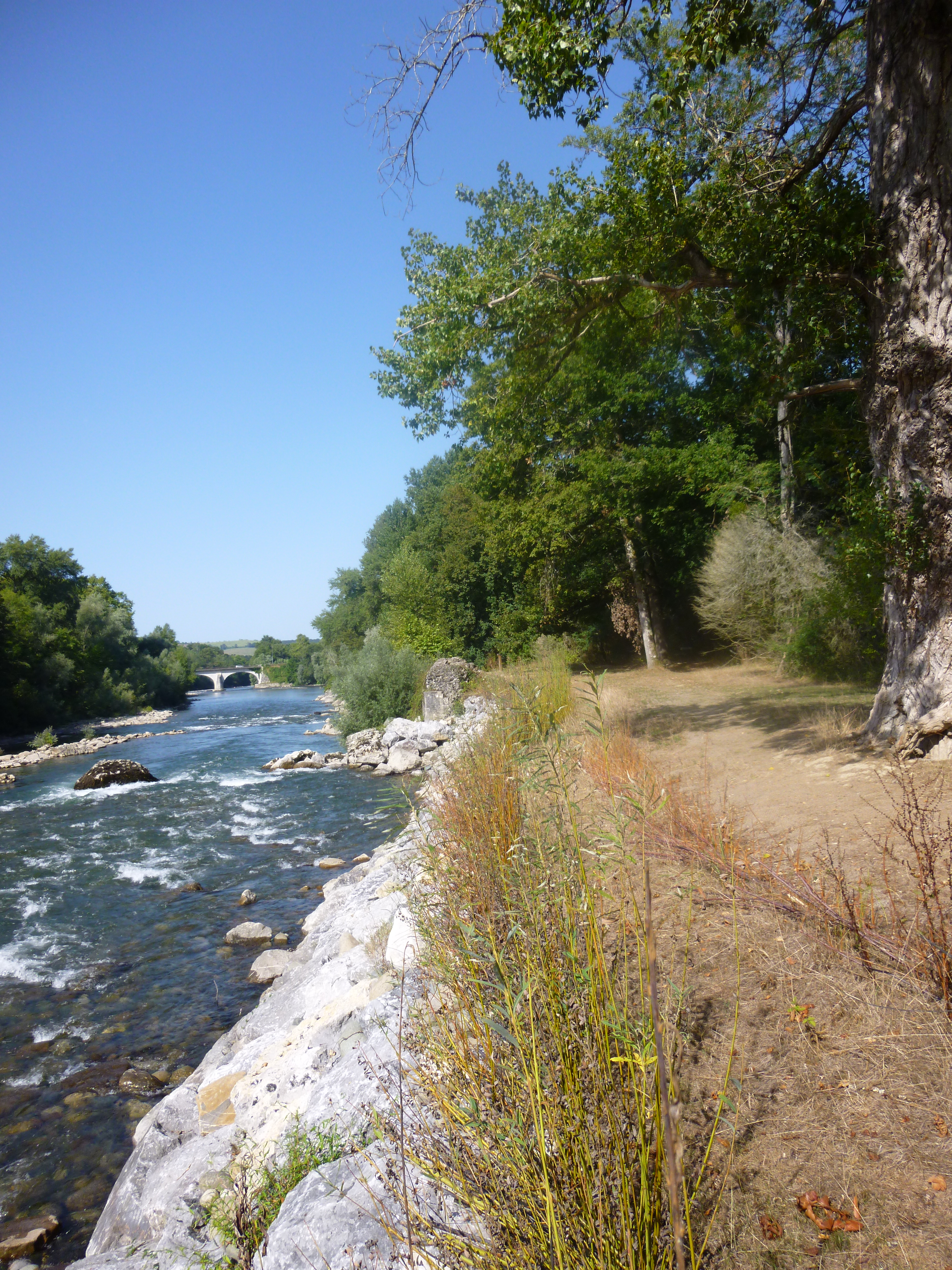
Berges de l'Île de la Glère

#### Réseau Natura 2000
Le réseau Natura 2000 est un réseau écologique européen de sites naturels d'intérêt écologique élaboré à partir des Directives « Habitats » et « Oiseaux », constitué de zones spéciales de conservation (ZSC) et de zones de protection spéciale (ZPS).
Un site Natura 2000 a été défini sur la commune au titre de la « directive Habitats » : « le gave d'Oloron (cours d'eau) et marais de Labastide-Villefranche », d'une superficie de 2 547 ha, une rivière à saumon et écrevisse à pattes blanches,.

#### Zones naturelles d'intérêt écologique, faunistique et floristique
L’inventaire des zones naturelles d'intérêt écologique, faunistique et floristique (ZNIEFF) a pour objectif de réaliser une couverture des zones les plus intéressantes sur le plan écologique, essentiellement dans la perspective d’améliorer la connaissance du patrimoine naturel national et de fournir aux différents décideurs un outil d’aide à la prise en compte de l’environnement dans l’aménagement du territoire.
Une ZNIEFF de type 2 est recensée sur la commune, : 
le « réseau hydrographique du gave d'Oloron et de ses affluents » (6 885,32 ha), couvrant 114 communes dont 2 dans les Landes et 112 dans les Pyrénées-Atlantiques.

#### Espace naturel sensible
L'île de la Glère est un espace classé Espace naturel sensible du fait de sa végétation (peupliers noirs, buis très abondants, galets de calcaire, d’ophite, de grès et de granit venus des vallées d’Aspe, d’Ossau, et de Barétous). Le gave d'Oloron traverse la commune.

## Urbanisme

### Typologie
Au 1er janvier 2024, Sauveterre-de-Béarn est catégorisée bourg rural, selon la nouvelle grille communale de densité à sept niveaux définie par l'Insee en 2022.
Elle est située hors unité urbaine et hors attraction des villes,.

### Occupation des sols

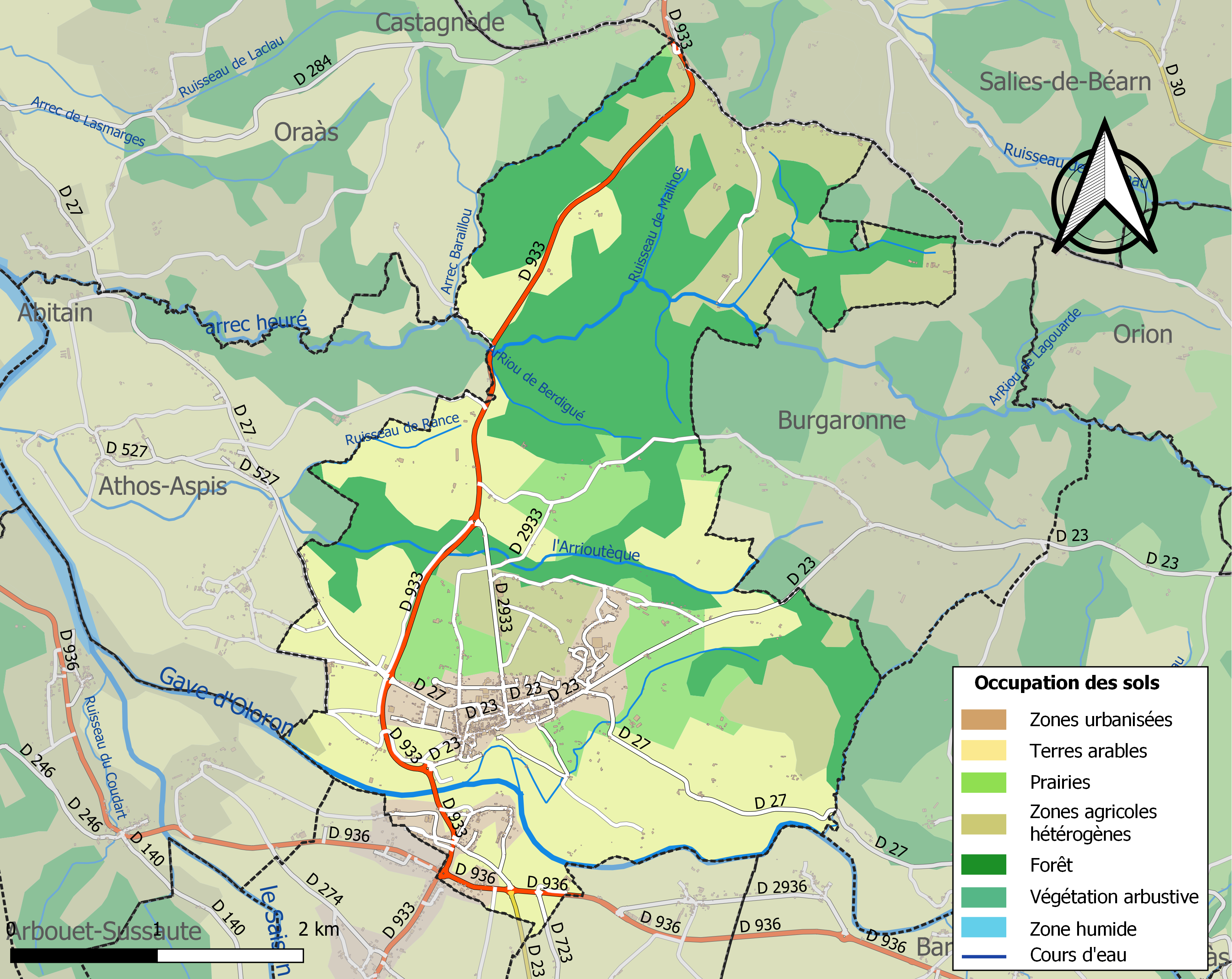
Carte des infrastructures et de l'occupation des sols de la commune en 2018 (CLC).

L'occupation des sols de la commune, telle qu'elle ressort de la base de données européenne d’occupation biophysique des sols Corine Land Cover (CLC), est marquée par l'importance des territoires agricoles (60,8 % en 2018), en diminution par rapport à 1990 (62,6 %). La répartition détaillée en 2018 est la suivante : 
terres arables (34,2 %), forêts (32 %), zones agricoles hétérogènes (16,2 %), prairies (10,4 %), zones urbanisées (7,2 %). L'évolution de l’occupation des sols de la commune et de ses infrastructures peut être observée sur les différentes représentations cartographiques du territoire : la carte de Cassini (XVIIIe siècle), la carte d'état-major (1820-1866) et les cartes ou photos aériennes de l'IGN pour la période actuelle (1950 à aujourd'hui).

### Lieux-dits et hameaux
- les Agnès ;
- las Bordes ;
- Castéra ;
- Oreyte (uni en 1829 à Sauveterre-de-Béarn) ;
- Sunarthe (uni en 1829 à Sauveterre-de-Béarn) ;
- la Ville.

### Voies de communication et transports
Sauveterre-de-Béarn est distante d’environ 15 km de la sortie autoroutière de l’A64 reliant Pau et Bayonne.
Elle est aussi desservie par :
- la D 933 qui mène vers Salies-de-Béarn et vers L’autoroute A64 au nord et qui mène vers Saint-Palais au sud ;
- la D 23 qui mène vers Orthez au nord-est ;
- la D 936 qui va vers Navarrenx et Oloron-Sainte-Marie à l’est et qui va vers Bidache à l’ouest ;
- la D 23 qui va vers Mauléon au sud-est.

En bus : KEOLIS ligne Dax/Puyoo/Salies-de-Béarn/Sauveterre-de-Béarn/Mauléon ; TRANSPORTS 64 ligne 809 Orthez/Salies-de-Béarn/Sauveterre-de-Béarn/St Palais
La gare SNCF la plus proche est celle, distante de 17 km, de Puyoô. La gare d’Orthez se situe néanmoins à 22 km de Sauveterre-de-Béarn et celle de Dax à 45 km.
En avion : les aéroports de Pau et Biarritz sont pratiquement à égale distance, soit une soixantaine de km.

### Risques majeurs
Le territoire de la commune de Sauveterre-de-Béarn est vulnérable à différents aléas naturels : météorologiques (tempête, orage, neige, grand froid, canicule ou sécheresse), inondations et séisme (sismicité moyenne). Un site publié par le BRGM permet d'évaluer simplement et rapidement les risques d'un bien localisé soit par son adresse soit par le numéro de sa parcelle.
Certaines parties du territoire communal sont susceptibles d’être affectées par le risque d’inondation par une crue torrentielle ou à montée rapide de cours d'eau, notamment le gave d'Oloron et l'Arrec Heuré. La commune a été reconnue en état de catastrophe naturelle au titre des dommages causés par les inondations et coulées de boue survenues en 1982, 1983, 1988, 1992, 2009, 2014 et 2018,.

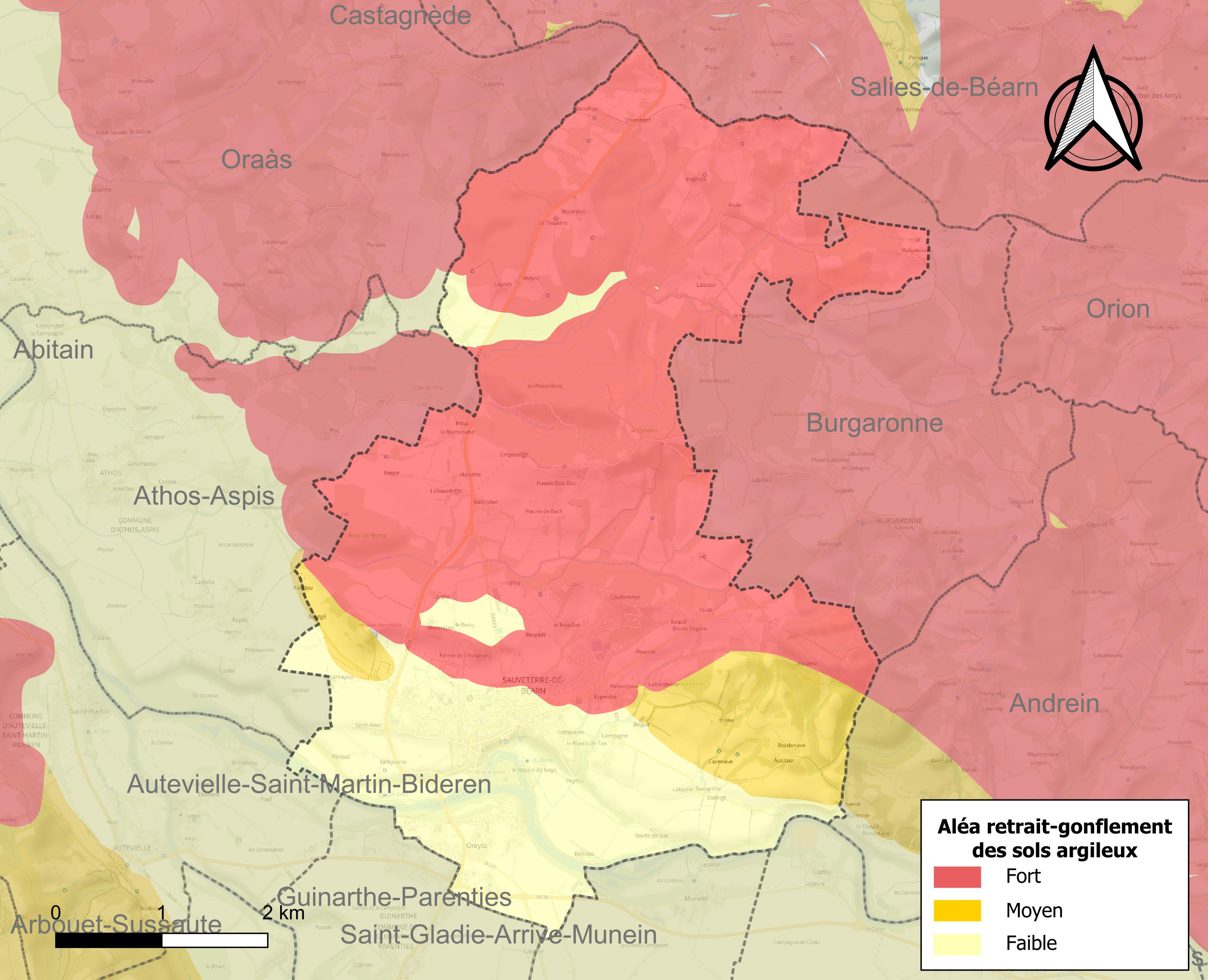
Carte des zones d'aléa retrait-gonflement des sols argileux de Sauveterre-de-Béarn.

Le retrait-gonflement des sols argileux est susceptible d'engendrer des dommages importants aux bâtiments en cas d’alternance de périodes de sécheresse et de pluie. 73,7 % de la superficie communale est en aléa moyen ou fort (59 % au niveau départemental et 48,5 % au niveau national). Depuis le 1er octobre 2020, en application de la loi ELAN, différentes contraintes s'imposent aux vendeurs, maîtres d'ouvrages ou constructeurs de biens situés dans une zone classée en aléa moyen ou fort,.

## Toponymie

### Attestations anciennes
Le toponyme Sauveterre est mentionné dès le XIe siècle (d'après Pierre de Marca), et apparaît sous les formes Saubaterre et Ssaubaterre (XIe – XIVe siècle, Anciens Fors), Salvaterra (1235, réformation de Béarn), Sanctus-Andreas de Salvaterra (1251, cartulaire d'Oloron), Saubaterra (1253, titres de Béarn), Saubeterre (1273, hommages de Béarn), Saubaterre (XIIIe siècle, fors de Béarn), Sent-Anthoni de Saubaterre (1471, contrats d'Ohix) et Salvatierra (1520, titres de Béarn).

### Autres toponymes
Les Agnès, hameau de Sauveterre, est mentionné sous la forme lo parsan deus Aignes en 1538 (réformation de Béarn).
Le toponyme Oreyte apparaît sous les formes Oreite (1273),
Oreyta (1305, titres de Béarn), Oreyte (1307, cartulaire d'Orthez), Erreyti (1397, notaires de Navarrenx), Horeyte (1538, réformation de Béarn) et Oréite (1863, dictionnaire topographique Béarn-Pays basque).
L'Arrioutèque ou Rioutèque est un hydronyme désignant un affluent du gave de Pau, cité sous les graphies l'arriu de Ariuteca (1538, réformation de Béarn) et Riutèque (1863, dictionnaire topographique Béarn-Pays basque).
Le toponyme Sunarthe apparaît sous les formes Sunarte (1385, censier de Béarn) et Sunarta (1538, réformation de Béarn).

### Graphie béarnaise
Son nom béarnais est Sauvatèrra ou Saubatèrre.

## Histoire

### Antiquité
Dans Sauveterre et ses environs subsistent des vestiges de sites protohistoriques, comme le montre l'existence des lieux-dits « touroun » et « castéra ».
Le touroun est une enceinte circulaire de type « oppidum isolé ». Il s'agit d'une colline pourvue d'un parapet en terre. Il a un rôle de défense, d'observation et de communication avec le castéra. Le touroun de Sauveterre se situe à l'emplacement du château vicomtal construit au Moyen Âge. Il surplombait le gave d'Oloron et devait permettre de surveiller un pont en bois en contrebas.
Le mot « castéra » vient du latin « castrum ». Il s'agit d'un camp retranché. Le lieu-dit « castéra » à Sauveterre se trouve à environ 3 km au nord de la ville. Il présente une enceinte de forme elliptique ainsi qu'un fossé et est classé dans une large période allant du Néolithique final au Bronze moyen.
Ainsi, même si la ville de Sauveterre n'existait pas encore à cette époque, ces vestiges protohistoriques montrent bien qu’il y a eu une occupation du site bien avant le Moyen Âge.

### Moyen Âge

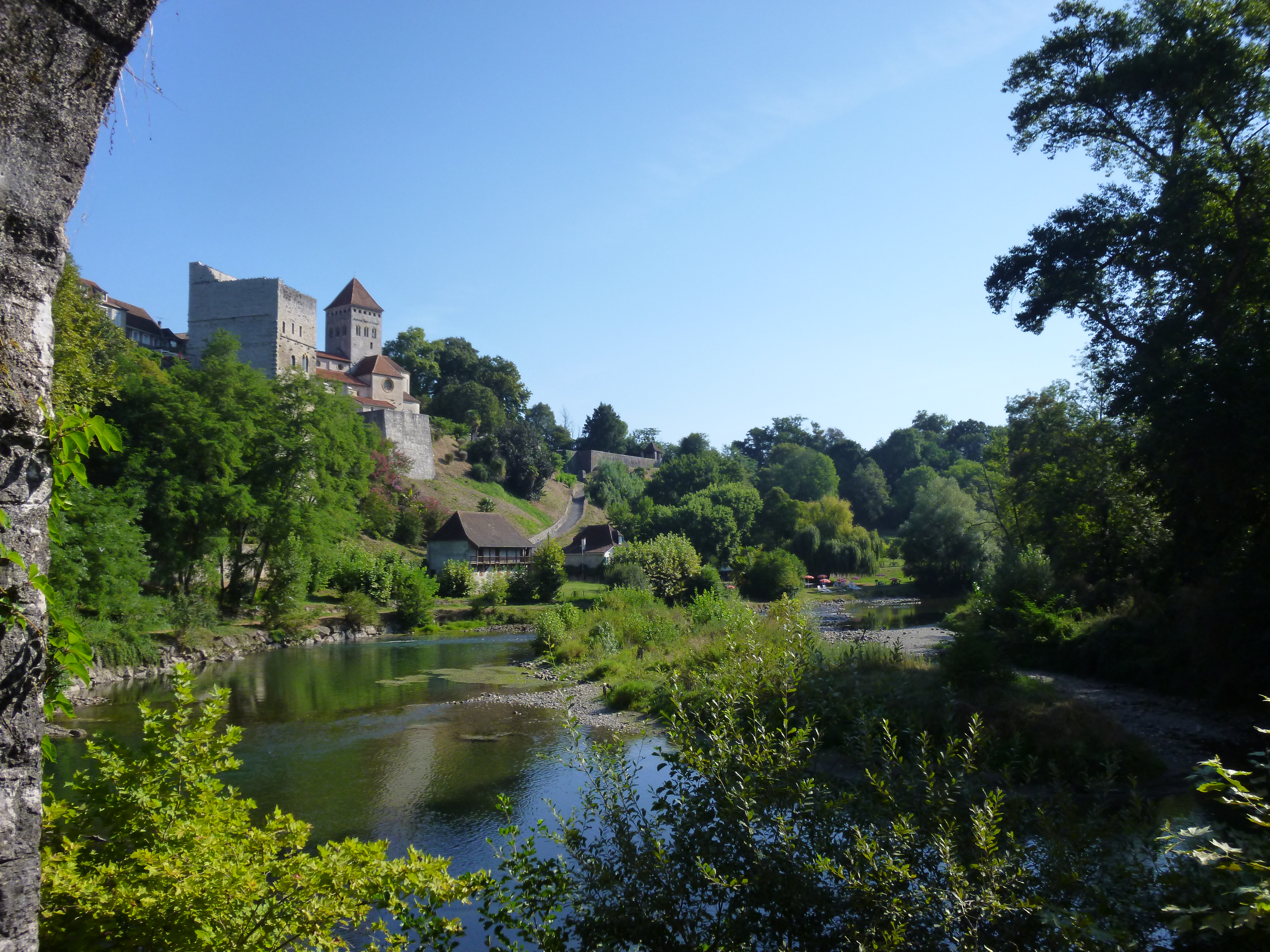
Vue sur la cité médiévale avec le gave d'Oloron.

On trouve la première mention connue du nom de Sauveterre dans le cartulaire de Dax, écrit vers 1120. Ce cartulaire explique que vers 1055, un certain « Loup Brasc de Sauveterre » est envoyé par le vicomte d’Oloron, Loup Aner, pour déloger le clergé dacquois au profit de l’évêché d’Oloron du Garenx et du Reveset (région environnant Sauveterre). Sa mission accomplie, Loup Brasc reçut un cheval de guerre de grand prix et gouverna la ville de Sauveterre. Sauveterre appartient donc désormais à la vicomté et à l’évêché d’Oloron. Peu de temps après, la vicomté d’Oloron est rattachée à la vicomté de Béarn : Sauveterre fait alors partie du Béarn.
À cette époque, Sauveterre ou « Saubaterre » en béarnais, est une ville construite sur un escarpement rocheux surplombant le gave d'Oloron. La cité médiévale faisait face à la Soule et au royaume de Navarre au sud, ainsi qu'à la Gascogne au nord-ouest. Sauveterre a donc pour rôle de défendre les frontières sud et ouest du Béarn. La ville forme un premier bourg, organisé autour du château, qui domine le pont enjambant le gave d’Oloron. Il s'agit du « bourg Mayou », ou « bourg Majeur » en béarnais.
Entre la deuxième moitié du XIIe siècle et la première moitié du XIIIe siècle, une église au nom de Saint-André est édifiée. Cette vaste église est construite hors du premier bourg. Un deuxième bourg, « le bourg Saint-André », va donc se créer autour de cette église. On construit notamment dans ce nouveau bourg la tour Monréal.
La création du bourg Saint-André coïncide avec le nom de Sauveterre. En effet, Sauveterre ou Salva Terra en latin signifie « la terre sauve ». Ce nom désigne une installation médiévale sous protection ecclésiastique : les Sauvetés, développées durant le XIe siècle et le XIIe siècle. Une sauveté était délimitée par des croix et par des fortifications autour d’une église.
Le bourg Saint-André aurait donc pu être construit au XIIe siècle par les évêques d’Oloron qui avaient un pouvoir encore persistant dans la région, et qui étaient alliés aux vicomtes de Béarn. Sauveterre serait donc une sauveté particulière car le vicomte et le clergé possédaient deux bourgs distincts dans la même ville. La tour Monréal qui est située juste à côté de l’église Saint-André pourrait alors être le palais épiscopal des évêques d’Oloron.
Au Moyen Âge, Sauveterre-de-Béarn devient l'un des principaux bourgs de la Vicomté de Béarn d'un point de vue économique et militaire. La cité devient également une halte indispensable pour les pèlerins de Saint-Jacques-de-Compostelle car la cité est située sur la voie de Vézelay.
Au XIIIe siècle, Gaston VII de Béarn renforce les fortifications de Sauveterre-de-Béarn. Il fait reconstruire ou rénover le château vicomtal, l'hôpital des pèlerins de Saint-Jacques-de-Compostelle et fortifie un pont primitif. Il meurt en 1290 en son château de Sauveterre.
En l'an 1276, Philippe III le Hardi, roi de France, décide de rétablir sa sœur, Blanche de France, sur le trône de Castille. Pour cela, le roi de France décide de lever en été un ost considérable afin d’envahir la Castille. L’armée française s’arrêta à Sauveterre de Béarn et ne franchit pas les Pyrénées, faute de vivres suffisants et car l’hiver arrivait. Les troupes françaises rebroussèrent chemin en novembre de la même année.

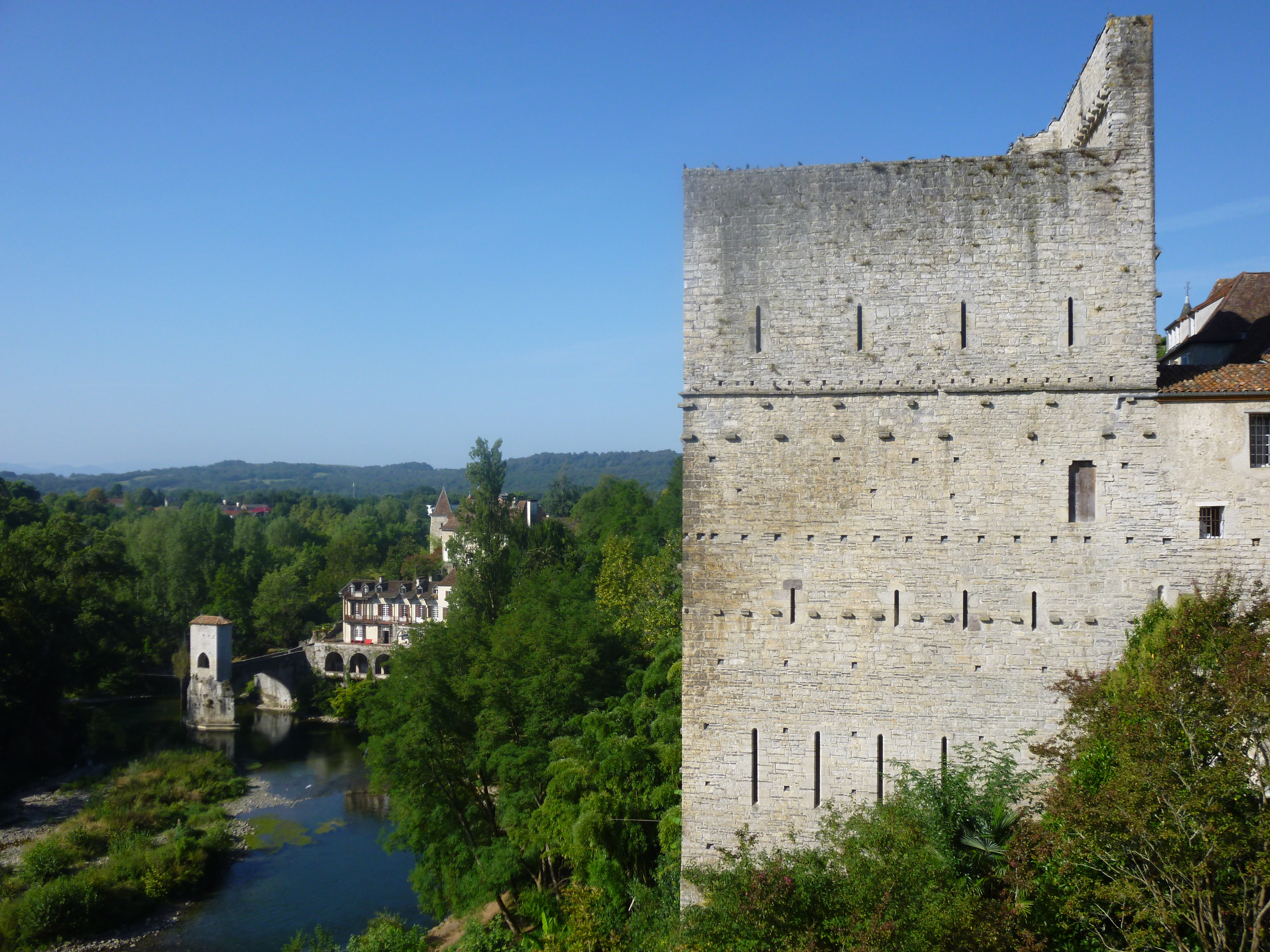
Vue sur la Tour Monréal et le Pont de la Légende.

Au XIVe siècle, le règne de Gaston Fébus apporte beaucoup à Sauveterre-de-Béarn. En pleine guerre de cent ans, Gaston Fébus obtient l’indépendance du Béarn. Sauveterre prospère encore davantage grâce à sa situation au carrefour de la voie Est-Ouest, entre Toulouse, située dans le royaume de France, et Bayonne, qui se situe en Gascogne anglaise, et la voie Nord-Sud reliée à l’Espagne. Les fortifications de Sauveterre-de-Béarn sont également renforcées et améliorées. Le château de Sauveterre et le pont, construits par Gaston VII de Béarn, sont remaniés par Gaston Fébus. Le pont prend alors son allure définitive, celle du pont de la Légende. Enfin, le 10 juin 1364, sur la demande de Gaston Fébus, le Pape Urbain V autorise l'installation des Carmes à Sauveterre. Dans son testament daté du 1er octobre 1530, Dossine CLAVARIE fait un legs à "l'église de Notre Dame des Carmes de Saubaterre" (E1615 Notaires de Navarrenx). Gaston Fébus meurt en 1391, dans la forêt de L'Hôpital-d'Orion lors d’une partie de chasse. Son corps est alors ramené dans le château de Sauveterre, la ville la plus proche. Il fut ensuite inhumé au couvent des Jacobins à Orthez.
Paul Raymond note qu'en 1385, Sauveterre comptait 226 feux, ce qui fait l'un des centres de population les plus importants du Béarn. Son bailliage comprenait également les paroisses de Carresse, Cassaber, ainsi que celles incluses dans les subdivisions de Garenx et dans la viguerie de Mongaston.
Au XVe siècle, la cité est toujours une ville-frontière économique, de garnison et de réception royale. En effet, lors de la campagne de Catalogne (1456-1466), en 1462 puis en 1463, Gaston IV de Foix-Béarn reçoit le roi de France Louis XI à Sauveterre. Celui-ci rencontre le 3 mai 1462 Jean II, roi d’Aragon, soit à Sauveterre, soit sur le pont d’Osserain. Les vicomtes de Béarn deviennent légitimement rois de Navarre à la suite d’une guerre de succession en 1479. Sauveterre joue un rôle important dans l’indépendance de la Navarre durant le XVIe siècle grâce à son statut de ville-frontière. Un troisième bourg, « le bourg Pléguignou » est totalement réaménagé comme un bourg militaire face à la Navarre. L’arsenal y est d’ailleurs édifié dès le XVe siècle.

### Temps modernes

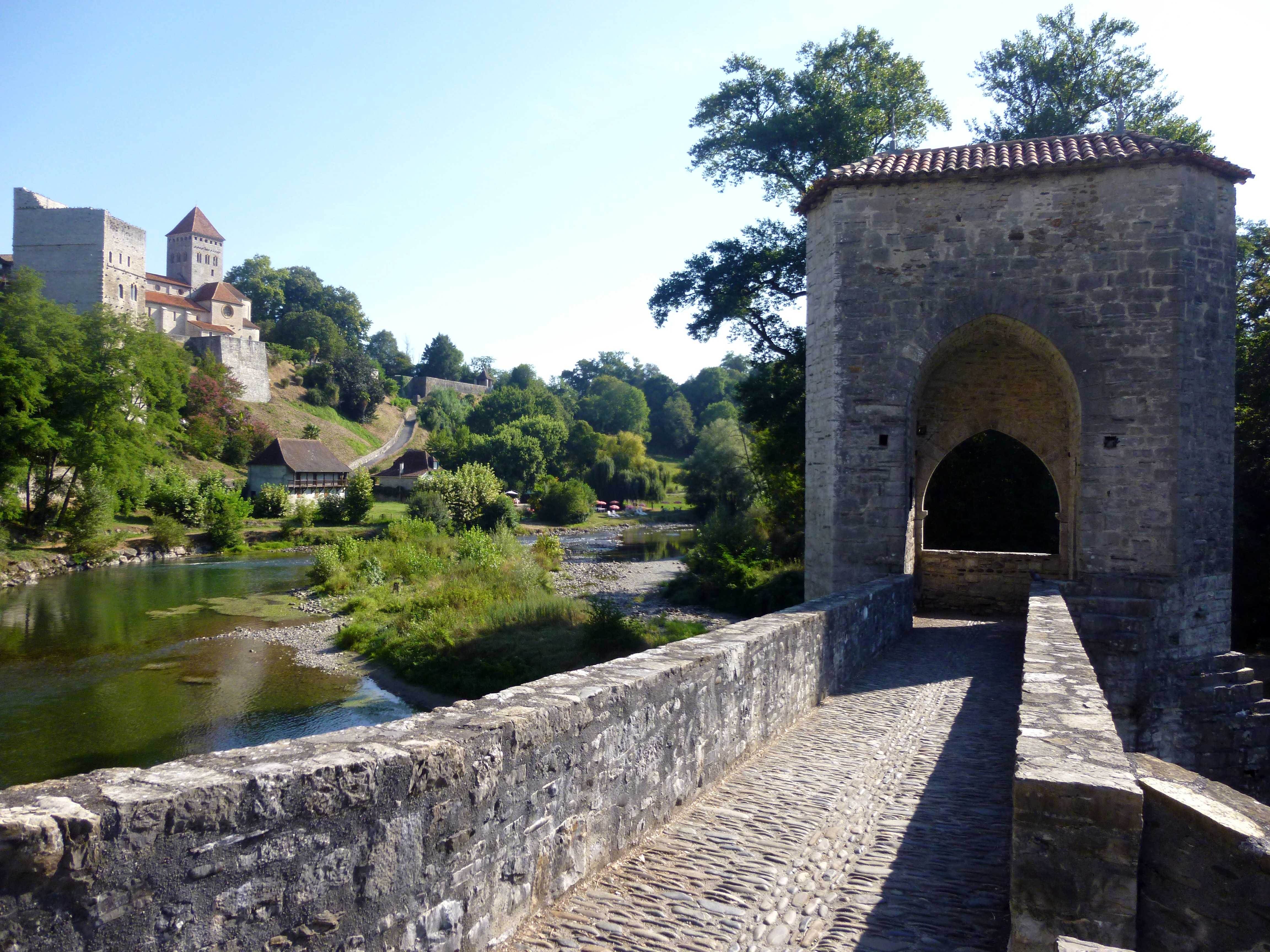
Vue depuis le Pont de la Légende

Au XVIe siècle, la ville de Sauveterre subit plusieurs revers.
En 1512 et en 1513, Jean d’Albret, soutenu par le royaume de France, essaie vainement de reconquérir la Haute-Navarre perdue face à Ferdinand de Castille. Les troupes françaises et béarnaises sont stationnées à Sauveterre et les attaques partent de la cité.
En 1523, Henri d’Albret, vicomte de Béarn, essayant en vain de reconquérir la Haute-Navarre perdue par son père Jean d’Albret, profite du différend entre le roi de France François Ier et le roi d'Espagne Charles Quint. La France envahit alors la Navarre et prend Pampelune. À la suite de quoi Charles Quint contre-attaque, récupère la Haute-Navarre et envahit la Basse-Navarre. L’Espagne de Charles Quint, sous le commandement de Philibert de Challon, prince d’Orange, veut alors envahir le royaume de France. Pour cela, Philibert de Challon doit passer par le Béarn, et en 1523, il se retrouve devant Sauveterre. Le 16 novembre 1523, le prince d’Orange assaille la cité de Sauveterre qui capitule. Cependant, le 2 décembre de la même année, le baron de Miossens et une petite troupe béarnaise parvient à reprendre Sauveterre.
Par la suite, la situation se rétablit et la Navarre est coupée en deux : la Haute-Navarre est sous domination espagnole tandis que la Basse-Navarre est conservée par le Béarn.
Pendant les guerres de religion, Sauveterre tout comme le Béarn devient protestante. Ville-frontière calviniste face aux Basques catholiques, Sauveterre est attaquée par les Basques en 1569. La ville est alors récupérée par la force, par un lieutenant soumis aux ordres de Jeanne d’Albret. À cette époque, le culte catholique est interdit dans la cité et le couvent des Carmes détruit ; les religieux sont bannis et exilés. L’église Saint-André est cependant épargnée et conservée pour l’exercice du culte protestant. Un temple est édifié par la suite. Le fort Tolose est également construit en 1580 afin de protéger le rempart nord de Sauveterre de potentielles attaques de la part du royaume de France catholique.
Lors de ces deux mises à sac, Sauveterre subit beaucoup de dégâts et perd de nombreux habitants. Elle reste pourtant un centre de pouvoir et de décision.
Dès le début du XVIIe siècle, en 1606, est créé dans la ville le siège d’une sénéchaussée où des décisions de justice sont rendues, ce qui donne à la ville un second souffle. En 1620, le Béarn est rattaché au royaume de France. Le château n'est alors conservé que pour abriter des geôles.
En 1732, une crue emporte le pont de la Réclusy, le pont du Miéy et une partie du pont de la Légende. Ils ne seront pas reconstruits, faute de moyens. Un système de bac sera alors mis en place.

### Révolution française et Empire
De 1789 à 1795, un nouveau pont est édifié mais la ville a déjà perdu beaucoup de son attrait commercial.
Lors de la Révolution, la sénéchaussée de Sauveterre est supprimée. Les sauveterriens, comme tous les béarnais, doivent alors abandonner le béarnais, langue qui fut celle de l’État souverain de Béarn.
En février 1814, à la suite de la perte de l’Espagne par Napoléon, l'armée de coalition anglo-portugaise sous le commandement du Marquis de Wellington envahit le sud de la France. Le Maréchal Soult a alors pour ordre d’empêcher la coalition anglo-portugaise de conquérir les villes de Bayonne, Bordeaux et Toulouse.
Le 24 février, quatre compagnies et un petit corps de cavalerie anglais passent le gave d’Oloron en aval du pont de Sauveterre. Un régiment français attaqua aussitôt les troupes anglaises qui furent obligées de se retirer de l’autre côté du gave avec une perte de 90 hommes, dont quelques-uns furent noyés et 30 faits prisonniers.
Malgré cette victoire, les forces engagées dans le conflit de part et d'autre sont inégales, et les Français sont contraints d'évacuer Sauveterre dans la nuit du 24 au 25 février. Avant de se retirer de la ville, ils détruisent le pont de Sauveterre. Les Anglais le réparent, entrent dans Sauveterre et occupent la ville. Deux jours plus tard, le 27 février a lieu la mémorable bataille d’Orthez, à 20 km de là.

### Époque contemporaine
Le début du XIXe siècle voit l'urbanisation de Sauveterre-de-Béarn se modifier : les murailles sont égalisées au Nord et à l'Ouest, des espaces publics sont aménagés comme la Place Royale, et de nouveaux axes de circulation comme la route de Salies-de-Béarn sont ouverts.
En 1829, les hameaux d'Oreyte et de Sunarthe sont réunis à la cité.
Au début du XXe siècle, Sauveterre avait deux gares. L’une se situait sur la ligne Sauveterre-Oloron et l’autre se trouvait sur la ligne Puyoô-Mauléon. Les deux lignes sont aujourd’hui fermées et déposées, quelques ouvrages d'art subsistent encore.

## Héraldique, devise et légende
| Blason | Blasonnement : De sinople à la vache d'or, au chef cousu d'azur chargé d'une croisette pattée d'argent. |

Devise : « Saubaterre, boune terre, boune gen ».
Cette devise vient des écrits en occitan de Gaston Fébus, Sauveterre, bonne terre, bonne gens.
Légende : En l'an 1170, la vicomtesse Sancie, l’infante Léofas, attend un héritier lorsque meurt son époux, Gaston V, vicomte de Béarn. Leur enfant nouveau-né, « difforme en tout son corps », à son tour est frappé par la mort. Des rumeurs sont alors avancées : « Elle a tué son fils en lui donnant le jour ! ».
Son frère, Sanche, roi de Navarre, estime que Sancie devra subir par l’eau le jugement de Dieu. Elle est conduite en robe blanche, devant trois mille personnes, sur le Pont Vieux de Sauveterre. Elle est jetée dans le gave pieds et poings liés. Elle regagne pourtant la berge opposée au pont : Sancie est bien vivante, Sancie est innocente !

## Politique et administration

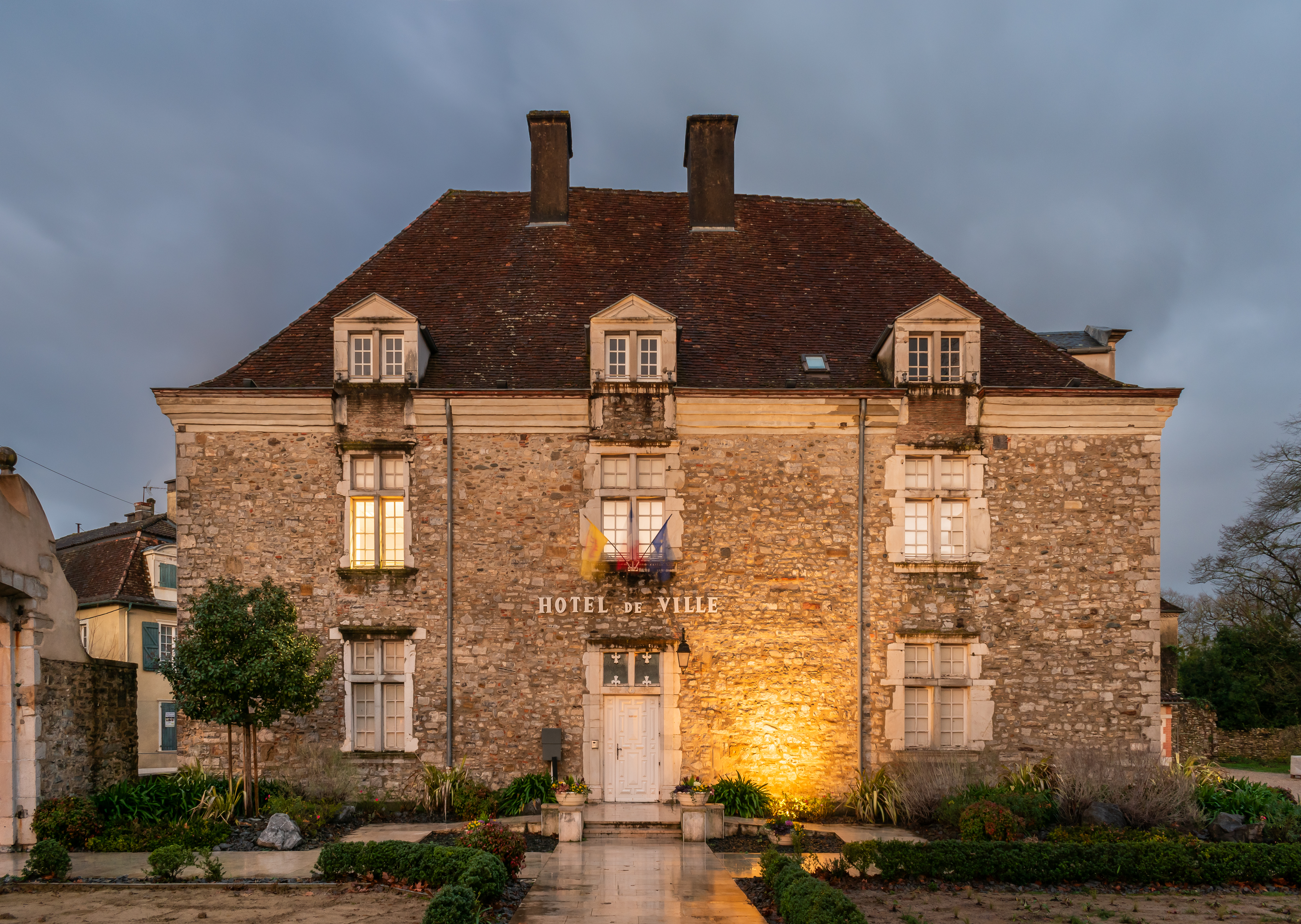
Mairie de Sauveterre-de-Béarn.

| Période | Période  | Identité              | Étiquette     | Qualité |
| ------- | -------- | --------------------- | ------------- | --- |
| 1850    | 1851     | Adolphe Dubarbier     |               | |
| 1851    | 1851     | Marc De Casamajor     |               | |
| 1851    | 1871     | Prosper Bonnecaze     |               | |
| 1871    | 1875     | Édouard De Salette    |               | |
| 1875    | 1878     | Prosper Bonnecaze     |               | |
| 1878    | 1884     | Auguste Barbaste      |               | |
| 1884    | 1888     | Isidore Cabannes      | Républicain   | Conseiller général |
| 1888    | 1896     | Prosper Minvielle     | Républicain   | Conseiller général |
| 1896    | 1902     | Isidore Cabannes      |               | |
| 1902    | 1904     | Victor Majourau       |               | |
| 1904    | 1908     | Léon Bérard           | Centre-gauche | Président du conseil général, député (1910-1927), sénateur (1928-1944), plusieurs fois ministre, ambassadeur au Vatican (1941-1944), académicien |
| 1908    | 1908     | Henri Daubian-Delisle |               | |
| 1908    | 1944     | Prosper Minvielle     | RG            | Conseiller général et député des Basses-Pyrénées (1928-1932)                                                                                     |
| 1944    | 1965     | Henri Rachou          |               | |
| 1965    | 1995     | Jean Récapet          | CNI-RPR       | Conseiller général |
| 1995    | En cours | Jean Labour           | SE-DVD        | Retraité Président de la Communauté de communes                                                                                                  |

### Intercommunalité
La commune fait partie de huit structures intercommunales :
- le centre intercommunal d'action sociale de Sauveterre-de-Béarn ;
- la Communauté de communes du Béarn des Gaves ;
- le SIGOM : Syndicat intercommunal de Gaves d'Oloron et Mauléon pour la gestion des berges ;
- le syndicat d'énergie des Pyrénées-Atlantiques ;
- le syndicat intercommunal d'alimentation en eau potable du Saleys et des gaves ;
- le syndicat intercommunal des gaves et du Saleys ;
- Bilta Garbi : traitements des déchets ;
- Syndicat mixte pour la gestion du tourisme.

Sauveterre-de-Béarn accueille le siège du centre intercommunal d'action sociale de Sauveterre-de-Béarn ainsi que ceux de la communauté de communes de Sauveterre-de-Béarn, du SIGOM et du syndicat intercommunal des gaves et du Saleys.

### Jumelages
Gurrea de Gállego (Espagne) depuis 1993

## Population et société

### Démographie
L'évolution du nombre d'habitants est connue à travers les recensements de la population effectués dans la commune depuis 1793. Pour les communes de moins de 10 000 habitants, une enquête de recensement portant sur toute la population est réalisée tous les cinq ans, les populations de référence des années intermédiaires étant quant à elles estimées par interpolation ou extrapolation. Pour la commune, le premier recensement exhaustif entrant dans le cadre du nouveau dispositif a été réalisé en 2008.

En 2022, la commune comptait 1 361 habitants, en évolution de −1,87 % par rapport à 2016 (Pyrénées-Atlantiques : +3,78 %, France hors Mayotte : +2,11 %).
| 1793  | 1800  | 1806  | 1821  | 1831  | 1836  | 1841  | 1846  | 1851  |
| ----- | ----- | ----- | ----- | ----- | ----- | ----- | ----- | ----- |
| 1 166 | 1 105 | 1 284 | 1 368 | 1 632 | 1 518 | 1 629 | 1 696 | 1 627 |

| 1856  | 1861  | 1866  | 1872  | 1876  | 1881  | 1886  | 1891  | 1896  |
| ----- | ----- | ----- | ----- | ----- | ----- | ----- | ----- | ----- |
| 1 606 | 1 544 | 1 505 | 1 388 | 1 518 | 1 522 | 1 602 | 1 553 | 1 556 |

| 1901  | 1906  | 1911  | 1921  | 1926  | 1931  | 1936  | 1946  | 1954  |
| ----- | ----- | ----- | ----- | ----- | ----- | ----- | ----- | ----- |
| 1 586 | 1 564 | 1 534 | 1 289 | 1 295 | 1 380 | 1 221 | 1 238 | 1 218 |

| 1962  | 1968  | 1975  | 1982  | 1990  | 1999  | 2006  | 2008  | 2013  |
| ----- | ----- | ----- | ----- | ----- | ----- | ----- | ----- | ----- |
| 1 264 | 1 354 | 1 572 | 1 515 | 1 366 | 1 304 | 1 352 | 1 347 | 1 424 |

| 2018  | 2022  | - | - | - | - | - | - | - |
| ----- | ----- | - | - | - | - | - | - | - |
| 1 362 | 1 361 | - | - | - | - | - | - | - |

## Économie
La commune dispose d'un réseau d'artisans et de commerçants qui assurent le minimum des prestations nécessaires à la vie quotidienne de ses habitants : boulangerie, boucherie, supermarché, travaux du bâtiment, une offre de restauration de qualité avec la présence de restaurants et bars ouverts tant aux résidents qu’aux touristes de passage.
L’activité agro-alimentaire est effectivement une source d’emploi essentielle.
L’autre branche importante dans l’activité locale est la filière santé action sociale avec une maison de retraite et un centre médico-social.
L’agriculture représente aussi une partie des actifs non négligeable. Les exploitations agricoles sont essentiellement productrices de culture (maïs, blé, colza), mais aussi de viande de boucherie (blonde d’Aquitaine). L’ensemble de la commune fait partie de la zone d'appellation de l'ossau-iraty, concernant le fromage de brebis. Il existe le label rouge bovin viande sur la commune.
La commune une activité touristique : depuis 2010, le Béarn des gaves bénéficie du label Pays d'Art et d'Histoire, octroyé par le Ministère de la Culture. Le Guide Michelin 2017 a apprécié sa venue à Sauveterre-de-Béarn en classant la cité parmi ses Plus beaux villages de France[réf. nécessaire].

## Culture locale et patrimoine

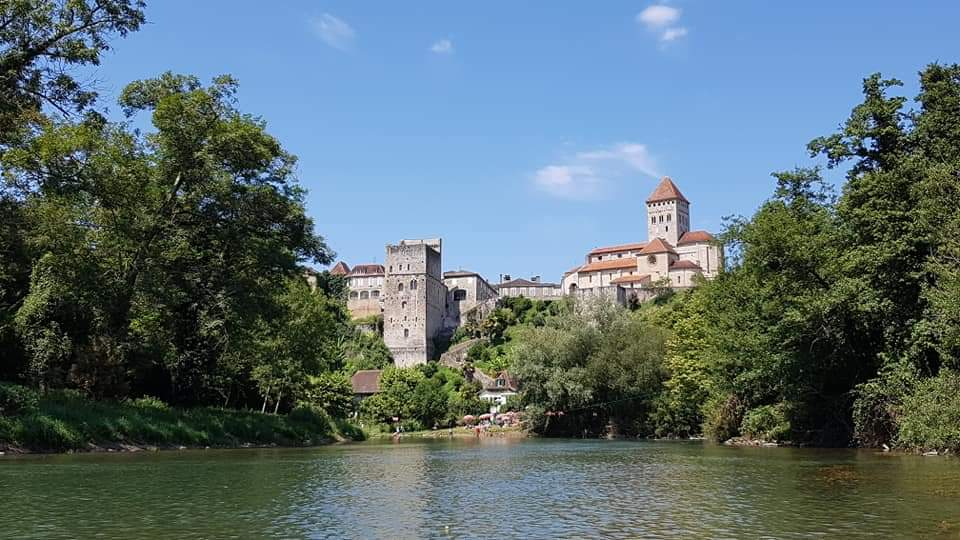
L'église, la Tour Monréal, le gave...

### Patrimoine civil
- Le pont de la Légende,  Classé MH (1886)[60]. Autrefois, trois ponts (le pont de la Légende, le pont du Miéy et le pont de la Réclusy) reliaient la rive droite à la rive gauche du gave d'Oloron. Mais en 1732, une violente crue centennale emporta une partie du pont de la Légende. Il ne reste désormais plus que la moitié de ce pont fortifié. C'est d'ailleurs sur ce pont que la reine Sancie aurait subi le jugement de Dieu en 1170. Gaston VII de Béarn (1229-1290) et Gaston Fébus (1349-1391) ont ensuite fortifié ce pont en y ajoutant tour, escalier à vis, chambre de manœuvre, bretèche et pont-levis. À l'entrée du pont, se trouvait l'hôpital Saint-Jacques des pèlerins de Compostelle.
- La tour Monréal,  Classé MH (1886)[61] bâtie au cours du XIIe siècle, haute de 37 mètres, était une tour de défense et d'habitation. Elle servait à surveiller les incursions espagnoles et basques. Cette tour est classée aux monuments historiques depuis 1886. Elle abrite aujourd'hui la maquette reconstituant la cité médiévale de Sauveterre entre les XIIIe et XVIe siècles.
- Le pigeonnier de Coulomme, ou maison Montpribat,  Inscrit MH (1981)[62] du XVIIe siècle. Il s'agit d'une maison de notable qui date de 1640.
- La maison forte. Il s'agit d'un ancien bastion qui avait pour but de protéger la ville. Des meurtrières étaient disposées sur sa façade, elles sont de nos jours couvertes d'enduit.
- L'arsenal[63] qui date du XVe siècle. La tour attenante date quant à elle du XIe siècle.
- Le monument aux morts réalisé par le sculpteur Ernest Gabard.
- Les ruines du château vicomtal,  Inscrit MH (2014)[64], bâti par Gaston VII de Béarn (1225-1290) et remanié par Gaston Fébus (1349-1391) au XIVe siècle.
- L’hôtel de ville, ancienne demeure du XVIe siècle, autrefois propriété des "maquis de Nays, comtes de Salette".
- La porte de Lester (XIIe siècle).
- La porte du Datter,  Inscrit MH (1937)[65].
- Les remparts (XIIe – XIXe siècles).
- L’hôpital des pèlerins de Saint-Jacques-de-Compostelle.
- Le fort Tolose qui a été construit en 1580 lors des guerres de Religion afin de renforcer les remparts nord de Sauveterre. Ses murs font 1,25 m d’épaisseur et sont percés de meurtrières. Il est entouré d'un fossé et il comprend un étage.

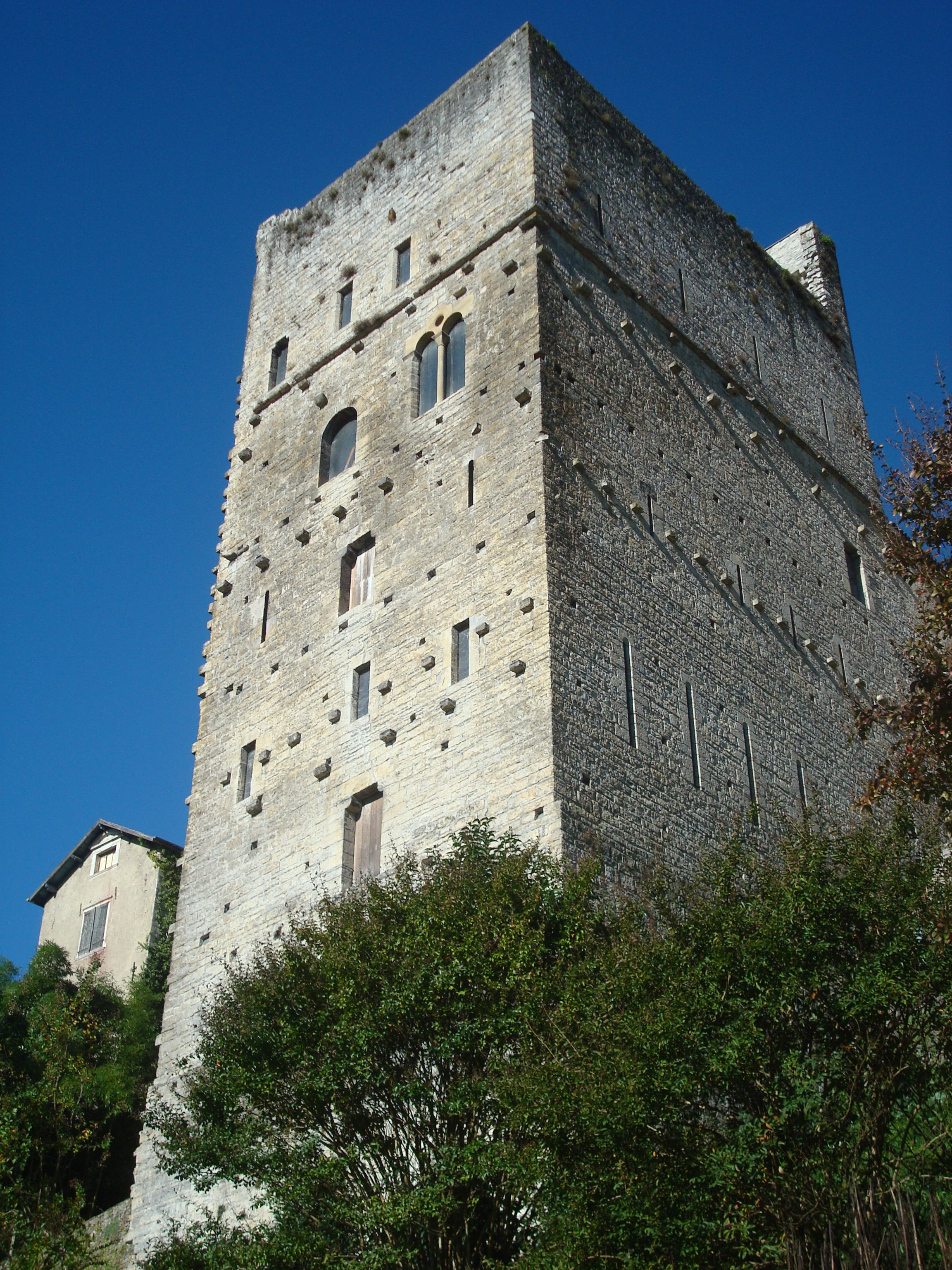
Tour Monréal.
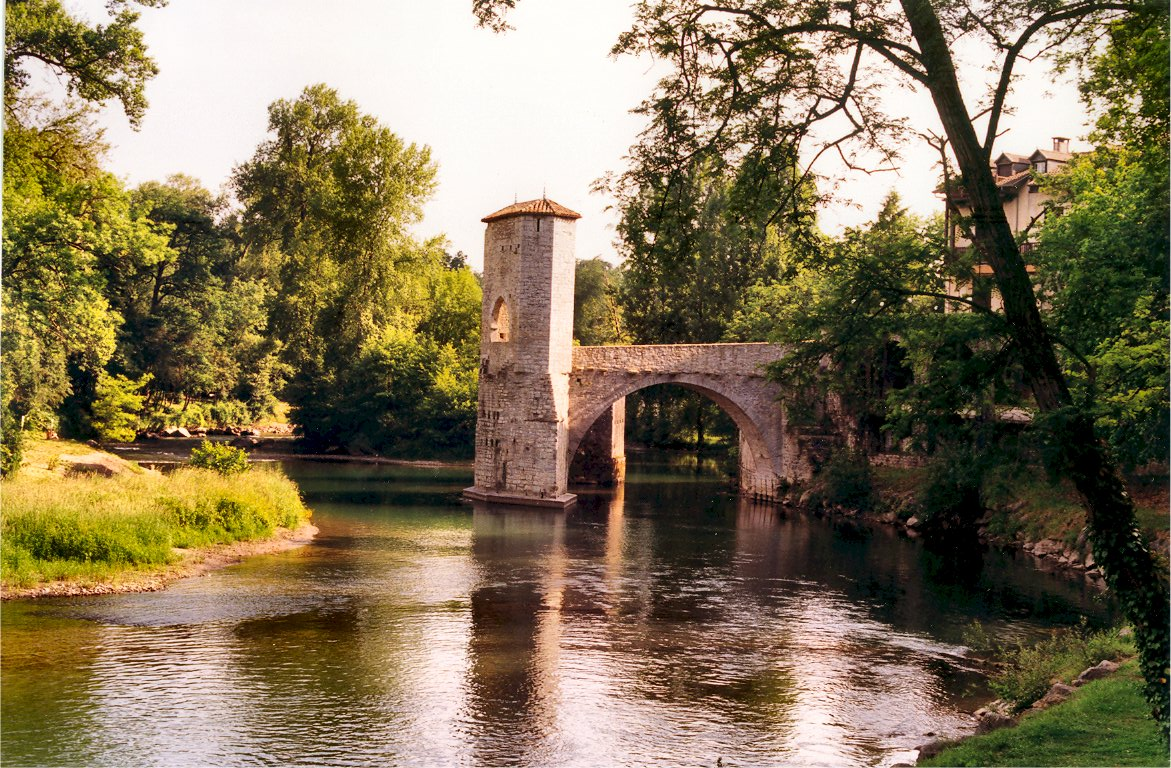
Pont de la Légende.
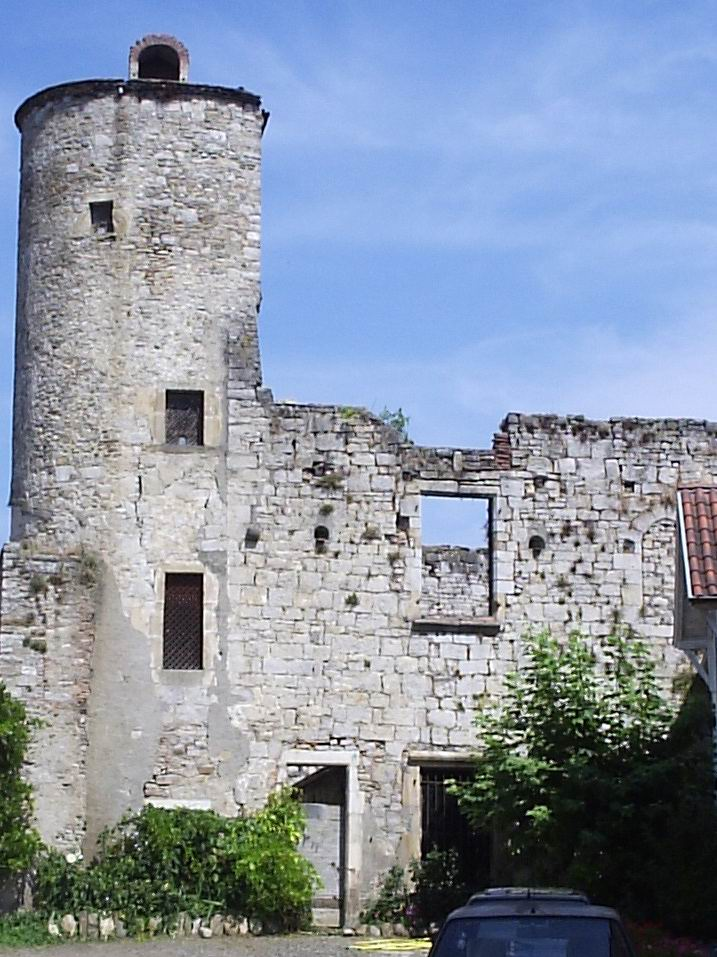
Pigeonnier de Coulomme.
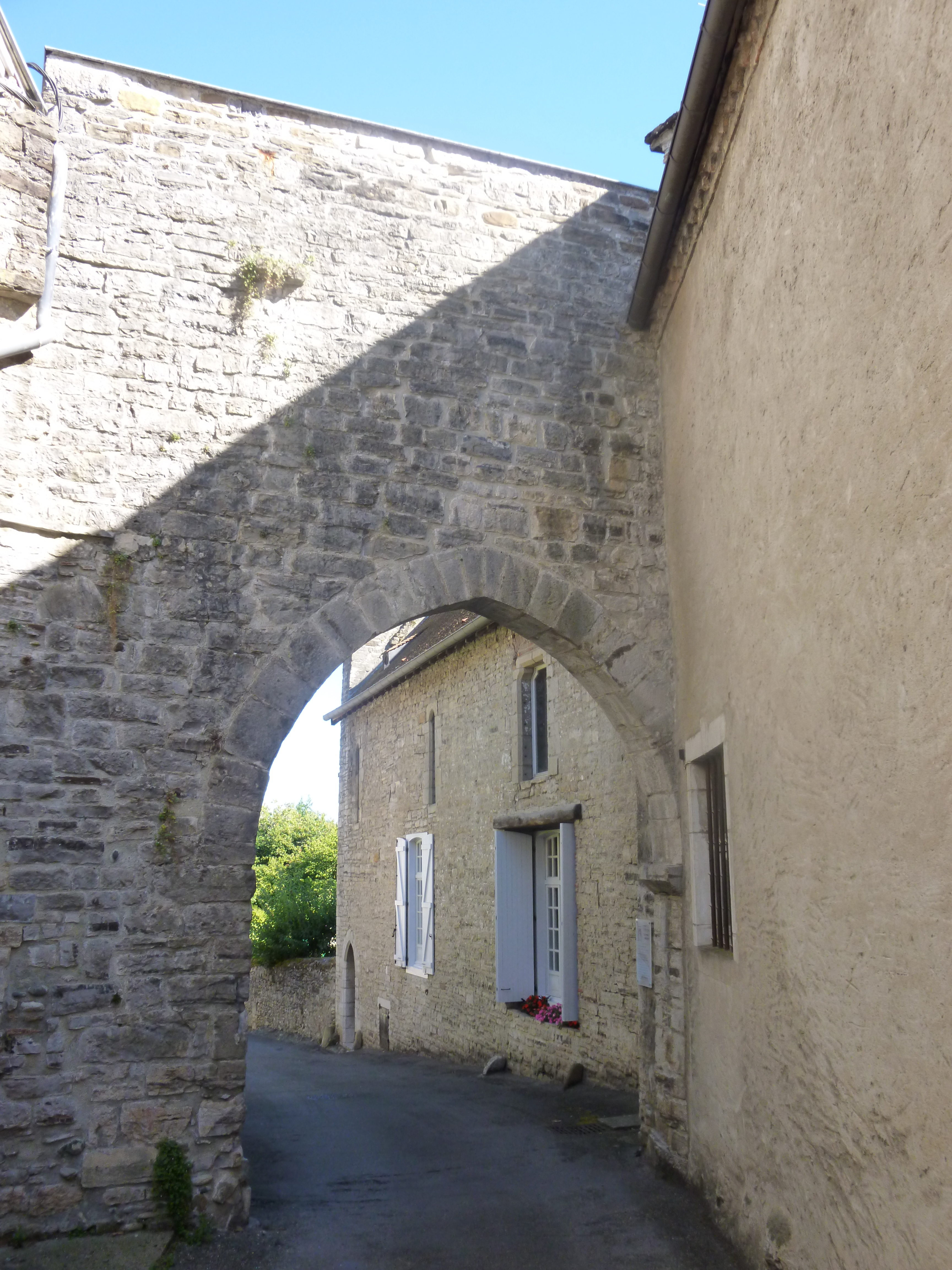
Porte du Datter.
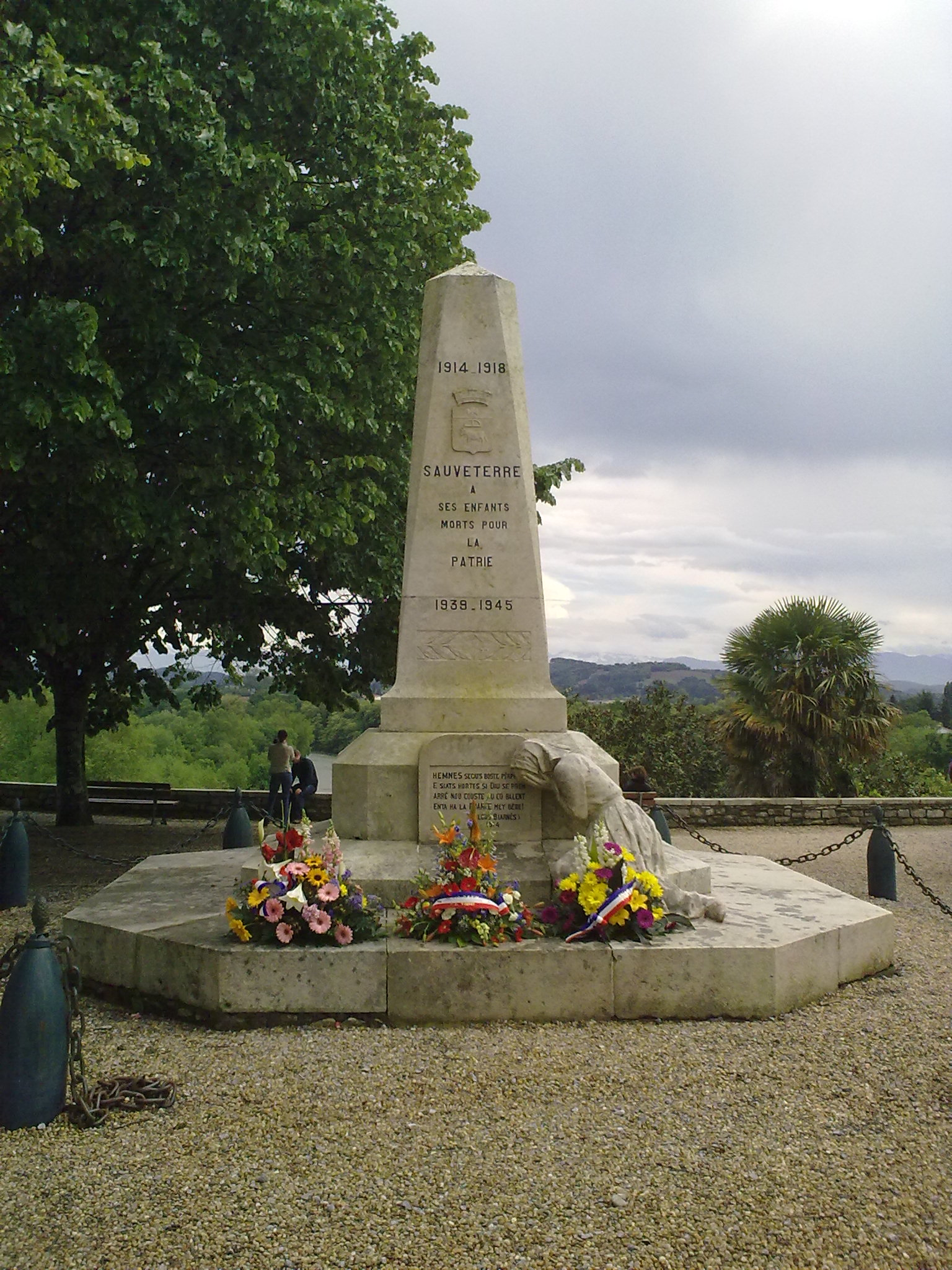
Monument aux morts.

### Patrimoine religieux
- L'église Saint-André,  Classé MH (1912)[66]. Elle est fortifiée et de style romano-gothique (XIIe – XIIIe siècles). Sur le tympan de cette église sont représentés saint Matthieu (en jeune homme), saint Marc (en lion), saint Luc (en taureau) et saint Jean (en aigle).
- La chapelle Saint-Martin de Sunarthe qui est une chapelle romane. Édifiée vers l'an 1250, elle faisait partie d'une abbaye laïque. Elle se situe sur le chemin de pèlerinage de Vézelay.
- L'ancien couvent des Carmes fondé en 1364 sur la demande de Gaston Fébus. Ce couvent demeurera intact jusqu'en 1569, date à laquelle, après le saccage des Basques catholiques contre les protestants, tout le Béarn se replace sous l'autorité de Jeanne d'Albret. Les Carmes abjurent la foi catholique, ou sont pendus, ou jetés dans le puits du couvent.
- La commanderie de Saint-Antoine ou couvent des Augustins. Sur la vieille porte plein cintre, sont gravées dans la pierre, les lettres "D.D.B." et au-dessous la date "14+60".
- Le temple protestant a été bâti en 1808.
- La commune se trouve sur la via Lemovicensis (ou voie limousine ou encore voie de Vézelay), nom latin d'un des quatre chemins de France du pèlerinage de Saint-Jacques-de-Compostelle.

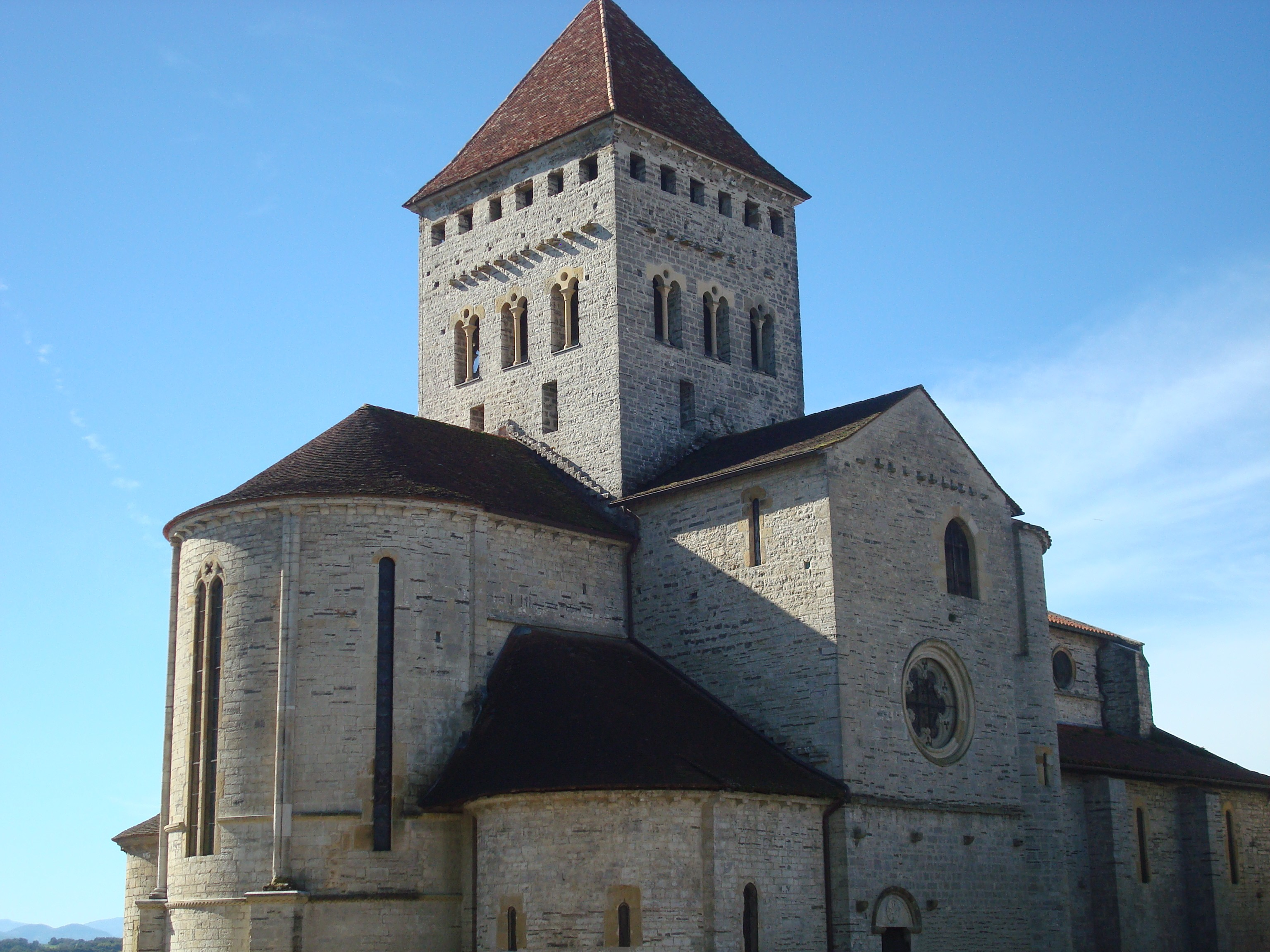
Église Saint-André.
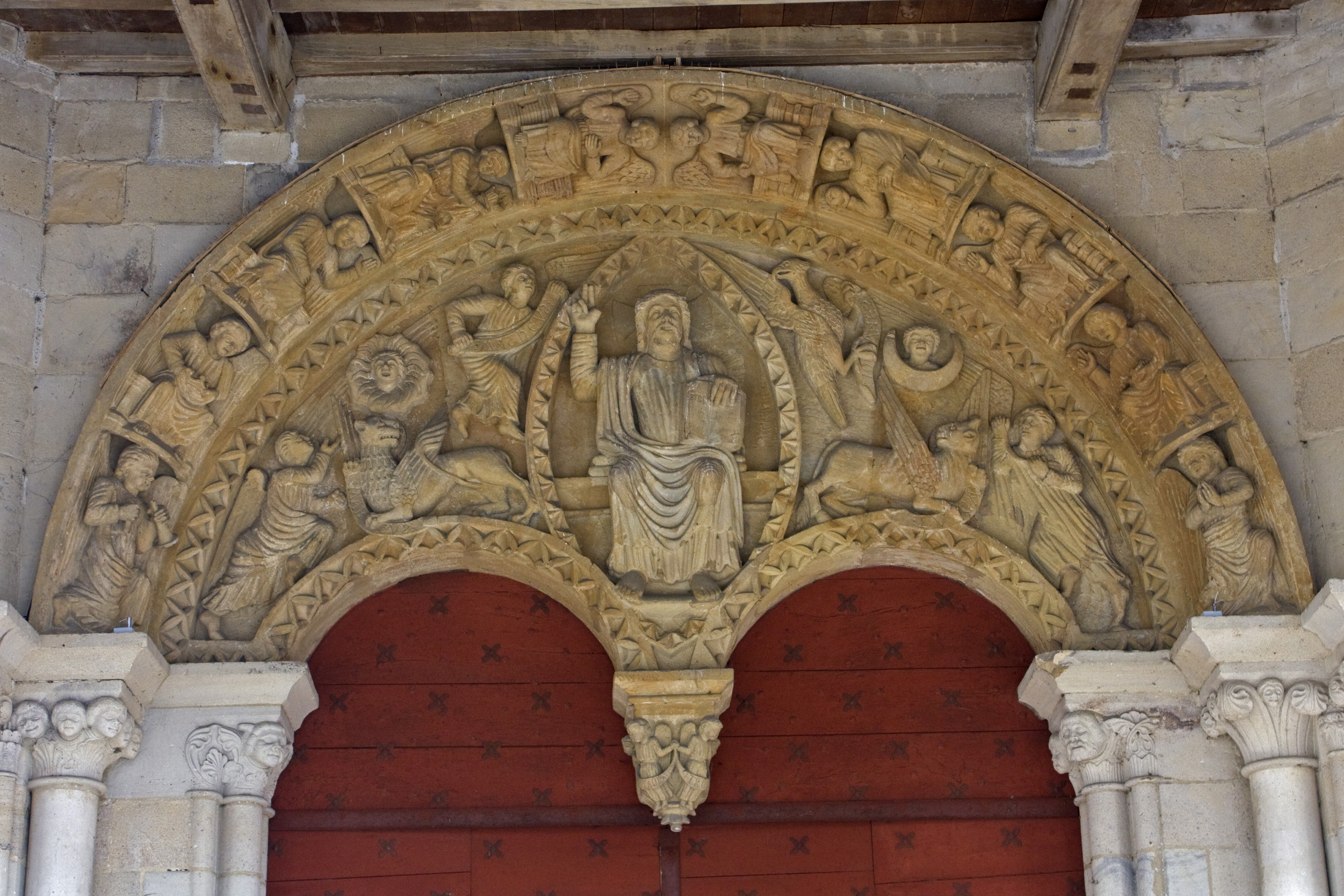
Tympan de l'église Saint-André.
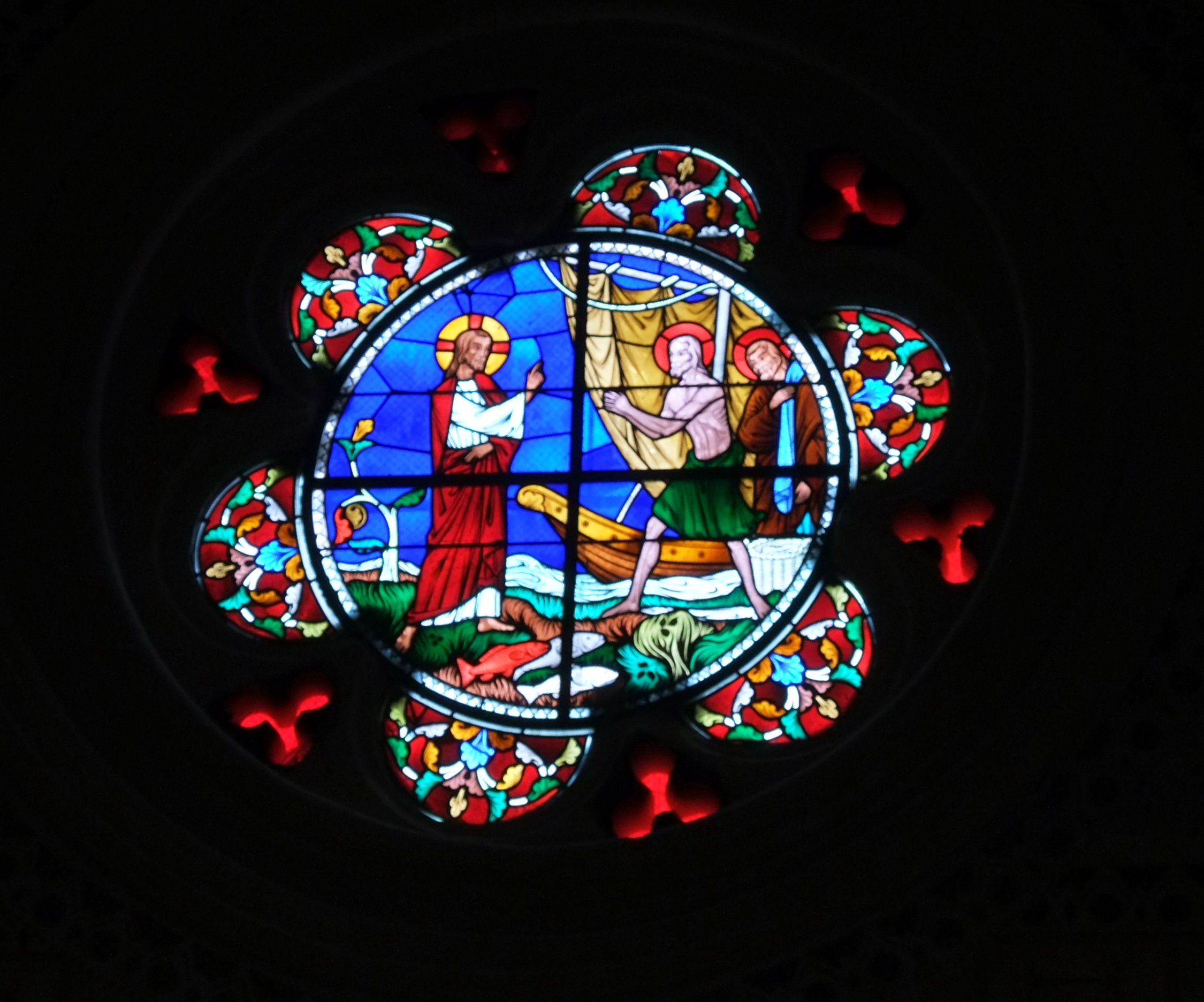
Vitrail de l'église Saint-André.
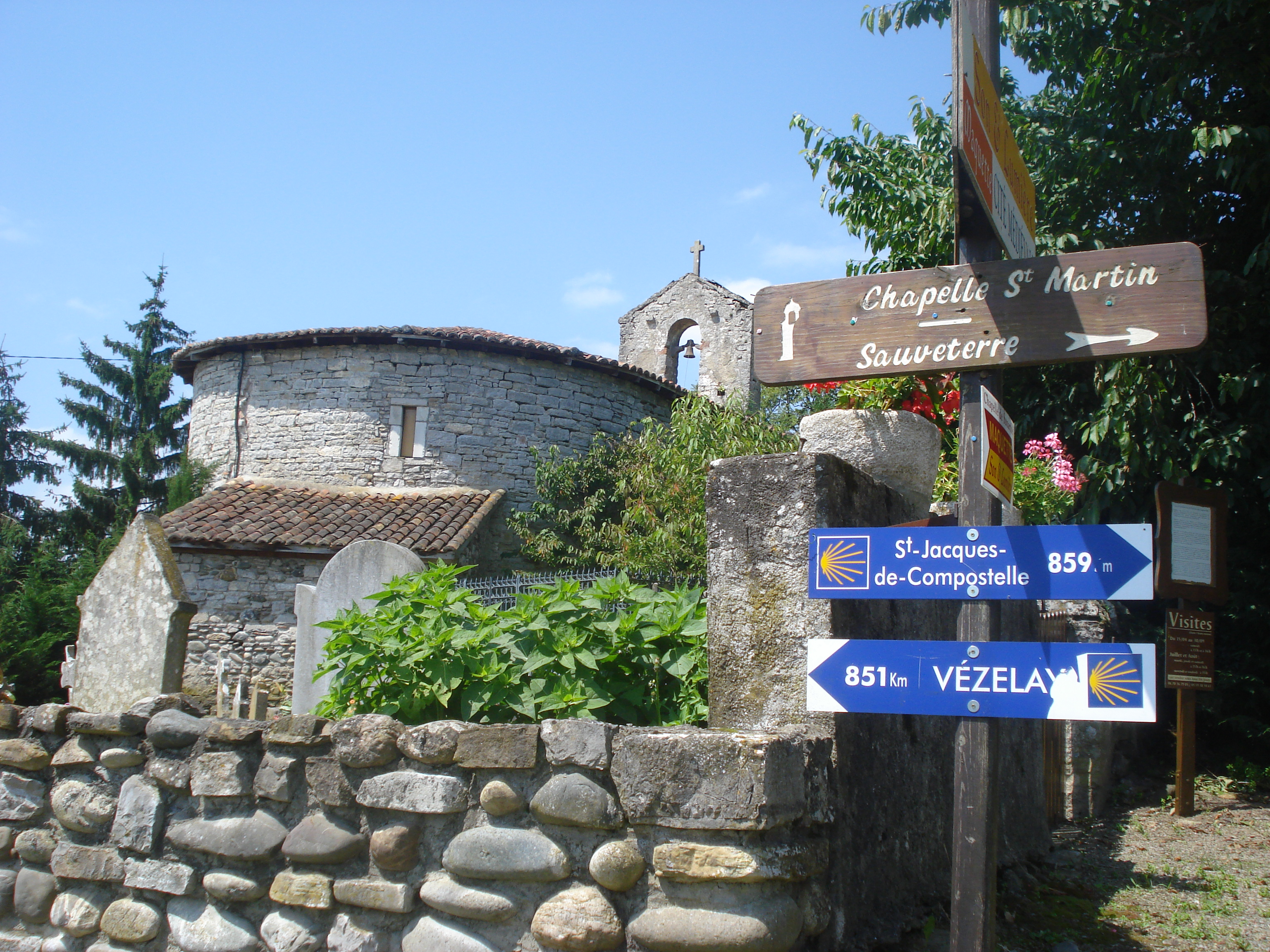
Chapelle Saint-Martin de Sunarthe, sur le chemin de Saint-Jacques par la voie de Vézelay.
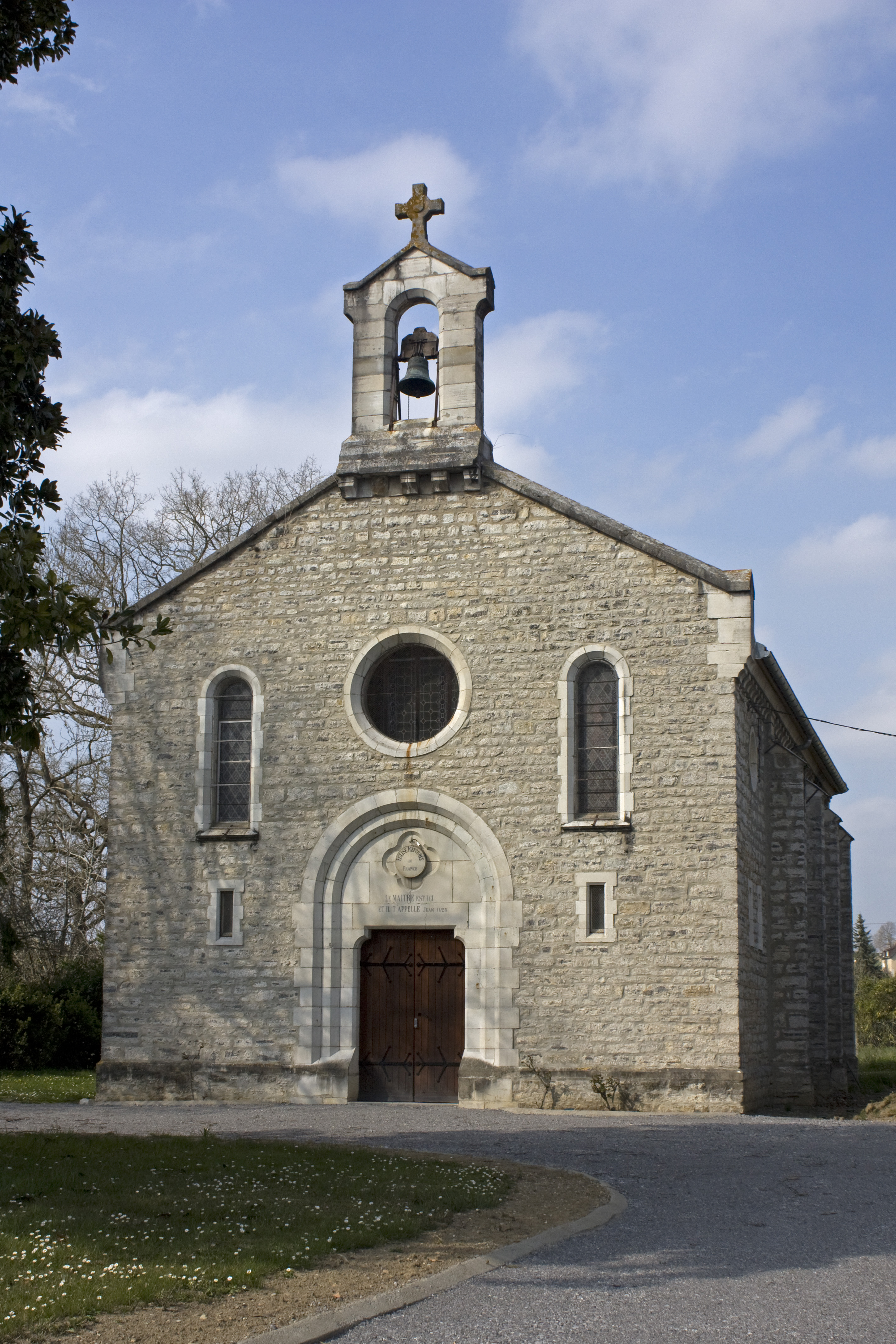
Temple de Sauveterre-de-Béarn.
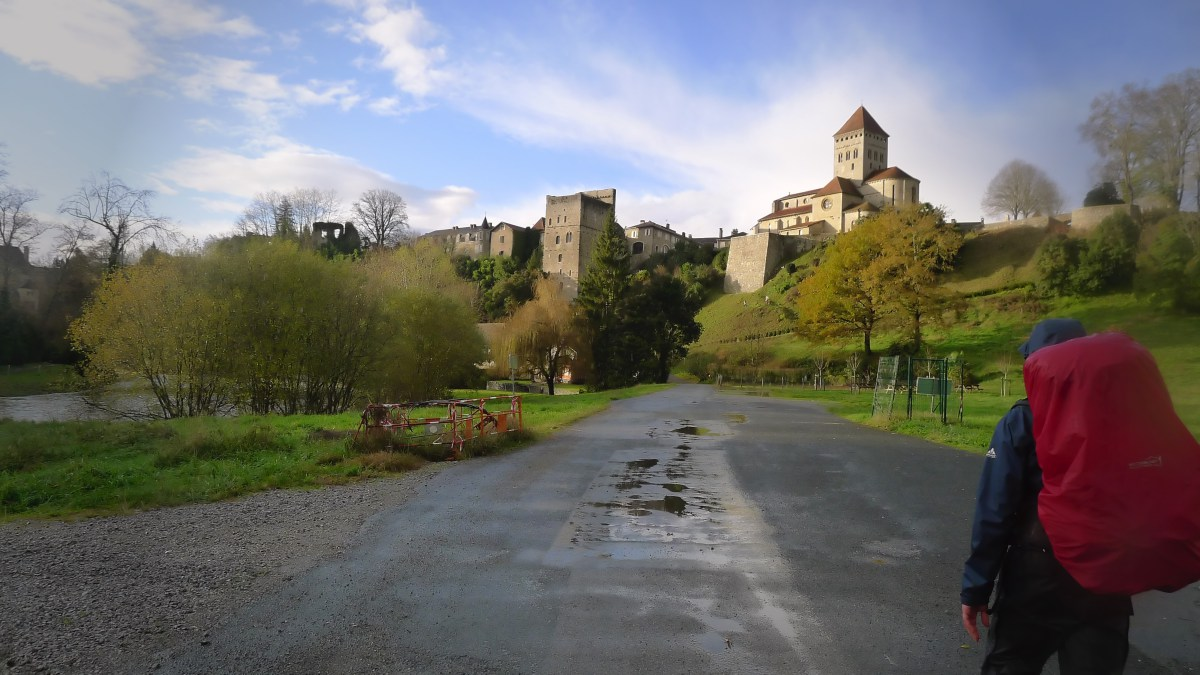
Arrivée des pèlerins de Compostelle par la via Lemovicensis.

### Patrimoine culturel

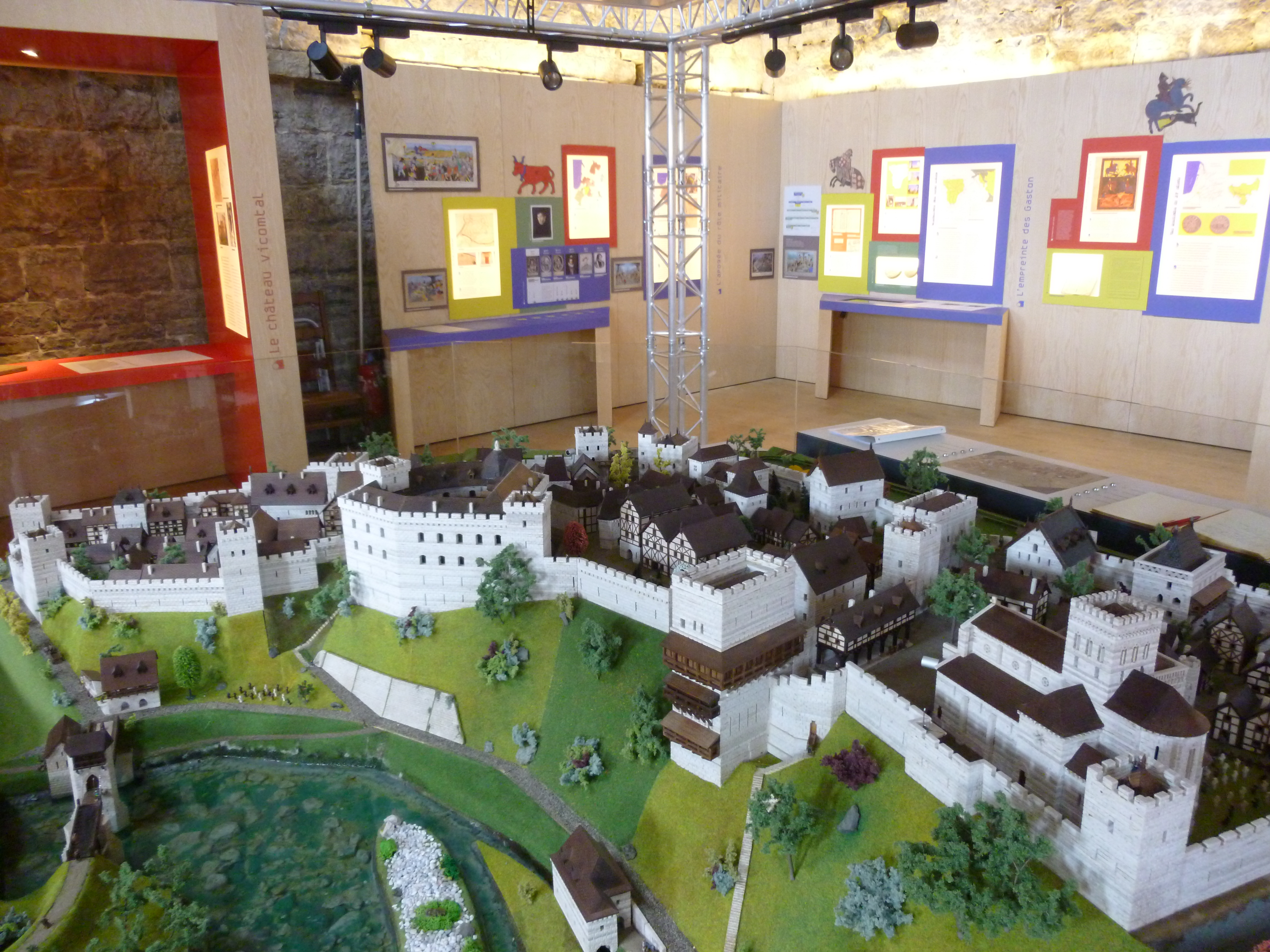
Maquette de la cité médiévale de Sauveterre

En plein centre-ville, la tour Monréal abrite une reconstitution au 1/100e de la cité médiévale. Cette maquette a été réalisée par un historien local, M. André Joseph Gastellu, au prix de milliers d’heures de travail minutieux ; elle est aujourd’hui mise en valeur par un son et lumière qui retrace les riches heures de la cité entre le XIIIe et le XVIe siècle. Autour de la maquette, des espaces sont dédiés au patrimoine de Sauveterre, à l’histoire du Béarn, de la Navarre et de la France.

### Manifestations culturelles et festivités
- Juillet : fête médiévale
- 3e week-end d’août : fête de la blonde d'Aquitaine
- Septembre : fêtes de Sauveterre.

## Équipements

### Enseignement
La commune dispose d'une école primaire, d'un collège public (le collège Reine-Sancie), d'une école et d'un collège privés (le collège Saint-Joseph), ainsi que d'un lycée privé (le lycée privé rural Notre-Dame).

### Sports et loisirs
La commune dispose d'une salle des sports, d'une salle de judo, d'un parcours pour canoë-kayak. Elle dispose aussi de trois courts de tennis, d'un terrain de pétanque, de trois frontons et d'un stade de rugby.
Plusieurs activités sportives sont proposées, dont :
- le rugby : l’Union Stadiste Sauveterre Rugby (USSR) ainsi que l'Union Sportive Sauveterre (club historique champion de France) fusionné avec l'AS Salies sous le nom Rugby Club Béarnais.
- le tennis : le Tennis Club Sauveterre de Béarn ;
- le judo : le Judo Club Sauveterre ;
- le basket : le Sauveterre Basket Club (SBC) ;
- le cyclisme : le Vélo Sport Sauveterre ;
- le canoë/kayak : l'Union sportive Sauveterrienne Canoë Kayak (USSCK) ;
- la pelote : l’US Sauveterre Pelote.
- sports d’eaux-vives

L’omniprésence de trois poissons, saumon atlantique, alose et truite de mer, constitue le principal attrait de la pêche sportive. Plusieurs sentiers de randonnée existent.
L'Association Sauveterre-de-Béarn Espace Culturel propose des cours de musique, de danse et toutes sortes de manifestations culturelles.

### Santé
La population peut bénéficier des services de la Maison de santé, tandis que, ostéopathes, infirmièr(e)s et pharmaciens renforcent le suivi médical local. Il y a aussi la présence d’une maison de retraite et d’un centre médico-social.

## Personnalités liées à la commune
- Gaston VII de Béarn, (1225-1290). Il fut vicomte de Béarn. Il meurt dans le château vicomtal de Sauveterre.
- Jacques de Béziade[67], natif de Sauveterre, qui fut nommé par Henri IV premier valet de sa garde-robe en 1608. Il garda sa fonction sous Louis XIII. Il était appelé à la Cour "Monsieur de Sauveterre".
- Jérémie de Majendie[68], né en 1660 à Sauveterre et mort en le même lieu en 1737. Avocat au parlement de Navarre dès 1689, il fut nommé par Louis XIV conseiller-secrétaire du roi, maison, couronne de France, contrôleur en la Chancellerie au parlement de Navarre en 1692. Sa maison se situe à l'angle de la rue Pléguignou.
- Jérémie-Joseph de Majendie[68], avocat au parlement de Navarre, fut nommé en 1728 conseiller-secrétaire du roi, maison, couronne de France, et contrôleur en la Chancellerie au parlement de Navarre en remplacement de son père, Jérémie de Majendie. Il mourut à Sauveterre en 1740.
- Pierre Gédéon, comte de Nolivos, né en 1714 à Léogane (Saint-Domingue), planteur esclavagiste, maréchal des camps et armées du roi et Commandeur de l'Ordre royal et militaire de Saint-Louis[69]. Il fut Gouverneur de la Guadeloupe entre 1765 et 1768 puis Gouverneur de Saint-Domingue entre 1769 et 1772. Il fit construire le château de Nolivos dans la deuxième moitié du XVIIIe siècle à Sauveterre-de-Béarn, ville d'où était originaire son père, où il résida pendant plusieurs années vers la fin de sa vie.
- Léon Bérard, (1876-1960) avocat né à Sauveterre-de-Béarn, maire de Sauveterre de 1904 à 1908, secrétaire d'État en 1912, ministre de l'instruction publique de 1919 à 1924. En 1940, Laval le nomme ambassadeur de France au Vatican. Il entre à l'Académie française en 1934. Il meurt à Paris en 1960 et est enterré à St Gladie (4 km de Sauveterre-de-Béarn).
- Pierre-Henri Teitgen, est né le 29 mai 1908 à Rennes (Ille-et-Vilaine). Il fut ministre de la Justice en 1945 et 1946 et ministre d'État chargé de l'Information en 1949-1950. Décédé à Paris le 6 avril 1997, il est inhumé à Sauveterre-de-Béarn dans le cimetière à côté de la chapelle Saint-Martin de Sunarthe.
- Prosper Minvielle est un homme politique français né le 25 janvier 1880 à Pau (Pyrénées-Atlantiques) et décédé le 12 octobre 1954 à Sauveterre-de-Béarn (Pyrénées-Atlantiques). Inscrit au groupe des Républicains de gauche, il était maire de Sauveterre-de-Béarn ainsi que conseiller général et député des Basses-Pyrénées de 1928 à 1932.
- Jacques Chiberry est né le 7 septembre 1929 à Sauveterre-de-Béarn. C’est un ancien joueur français de rugby à XV, qui a joué avec l'équipe de France au poste de trois-quarts aile (1,78 m), et en club au SO Chambéry.
- Francis Haget est un joueur français de rugby à XV, né le 1er octobre 1949 à Sauveterre-de-Béarn. Il a évolué au poste de seconde ligne au SU Agen et au Biarritz Olympique, ainsi qu'au sein de l'équipe de France avec 40 sélections entre 1974 et 1987.
- Cyril Barthe, coureur cycliste né à Sauveterre-de-Béarn en 1996. Champion de France espoir en 2018, il participe aux édition 2020 et 2025 du Tour de France.